# Garage rock
Il garage rock, (anche noto come sixties punk, garage punk o proto-punk) è un genere musicale nato verso la metà degli anni sessanta negli Stati Uniti e in Canada a seguito della British invasion quando, su ispirazione di gruppi beat o rock come Beatles e Rolling Stones, nacquero numerose formazioni amatoriali che generalmente suonavano nei garage della casa di uno dei membri. Numerose band produssero quindi nuovi brani musicali che in alcuni casi raggiunsero anche notorietà nazionale e che di solito venivano trasmesse su stazioni radio AM locali o nazionali. Con l'avvento della psichedelia, un certo numero di questi gruppi ne assorbirono elementi tipici fino a quando, dal 1968, quando presero piede forme più sofisticate di musica rock, il garage rock scomparve dalle classifiche e il movimento entrò in una fase di declino. Sebbene generalmente associato all'America del Nord, altri paesi negli anni '60 svilupparono movimenti rock simili.
Lo stile è caratterizzato da strutture di accordi basici suonati su chitarre elettriche e altri strumenti, a volte distorti attraverso una fuzz box, nonché composti di testi e modo di cantare spesso poco sofisticati e occasionalmente aggressivi.
Durante gli anni '60, il garage rock non era riconosciuto come genere distinto e non aveva un nome specifico. Fu solo successivamente, dai primi anni '70, grazie anche alla raccolta Nuggets del 1972, che si incominciò a delineare come stile musicale. Tra il 1971 e il 1973 alcuni critici musicali iniziarono a identificare retroattivamente questa musica come un genere a se stante e per diversi anni lo definirono con il termine "punk rock", anticipandone l'uso che poi diverrà invece caratteristico del successivo movimento punk rock della seconda metà degli anni '70, che da quello fu fortemente influenzato. Il termine "garage rock" è entrato in uso all'inizio degli anni '80 divenendo infine quello definitivo per questo genere musicale.
Nella prima metà degli anni ottanta, il genere ispirò una seconda ondata di nuovi gruppi che riscoprirono la musica garage riproponendone nuove versioni di classici degli anni sessanta replicandone oltre che il sound anche il look. Più tardi si sviluppò un sottogenere di garage più duro e più contemporaneo, che combinava al garage rock delle origini il punk rock moderno, unitamente ad altre influenze, a volte usando l'etichetta garage punk originariamente e in altro modo associata con le band del garage degli anni '60. Negli anni 2000, emerse poi un'ondata di band influenzate da garage e associate al post-punk revival, che raggiunsero anche il successo commerciale.

## Definizione ed evoluzione del termine

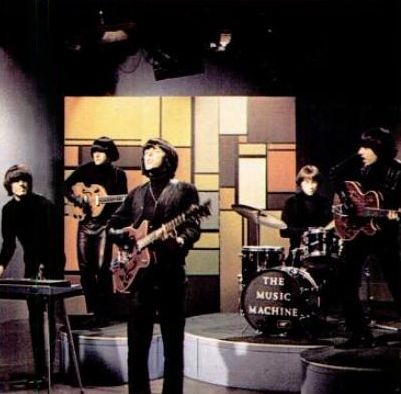
I Music Machine e Sean Bonniwell nel 1966

Negli anni '60, il garage rock non aveva nome e non era considerato un genere, ma veniva genericamente definito "rock and roll". Lenny Kaye, critico rock e futuro chitarrista del Patti Smith Group, notò come "quel periodo declinò così velocemente che nessuno sapeva bene cosa tirarne fuori quando ancora era tutto in circolazione". Sebbene "garage rock" non fosse il nome inizialmente utilizzato per questa forma musicale all'inizio degli anni '70 Kaye ed altri critici rock, richiamarono retroattivamente l'attenzione su questa musica, parlando nostalgicamente delle band da garage degli anni '60 (e gli artisti successivi che percepivano come i loro eredi stilistici), trattandola come un genere e per diversi anni usarono il termine "punk rock" per riferirsi ad esso, rendendola la prima forma musicale a portare questa definizione. Lester Bangs nel 1971 scrisse, tirando fuori dal cappello il termine: "... poi le band punk iniziarono a saltar fuori scrivendo le proprie canzoni, ma prendendo il suono degli Yardbirds, lo riducevano a questo specie di clamoroso fuzz tone ... oh, era bello, era puro folklore, Old America, ed a volte penso che quelli fossero i giorni migliori di sempre"
Sebbene non sappiamo chi e come sia stata creata l'allocuzione "garage punk", sappiamo che Dave Marsh fu il primo critico musicale ad utilizzare il termine sulla carta stampata per descrivere lo stile attuale su Creem del maggio del 1971, quando si riferì ad un concerto dei Question Mark & the Mysterians come a un'"esposizione esemplare di punk rock" Gran parte del risveglio dell'interesse per il garage rock degli anni '60 si può far risalire all'uscita dell'album del 1972 Nuggets compilato da Lenny Kaye.

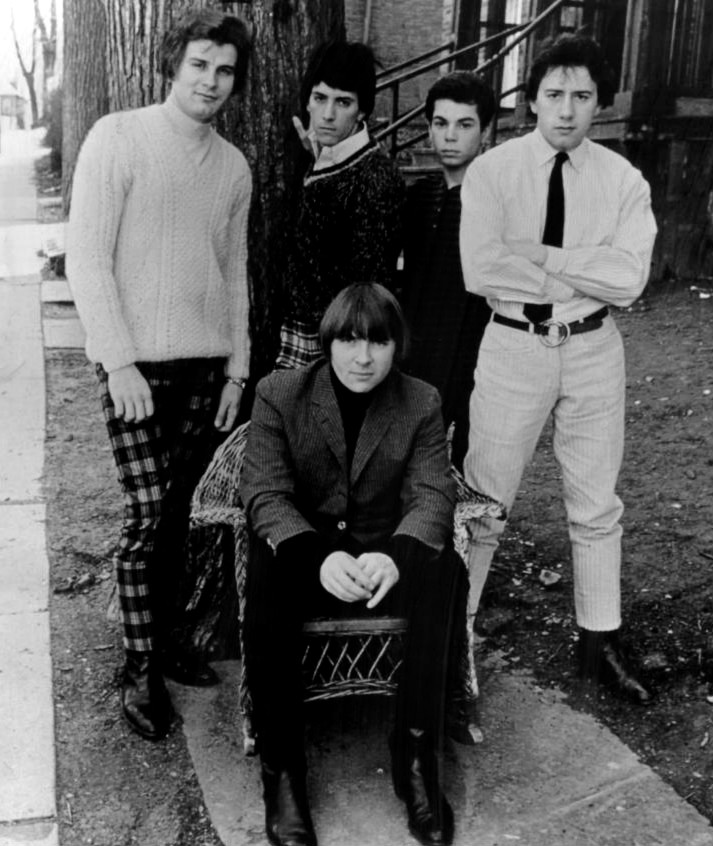
The Outsiders di Cleveland, Ohio nel 1967

Nelle note di copertina, Kaye usava il termine "punk rock" per descrivere le band da garage degli anni '60 e anche "garage-punk" in riferimento a una canzone registrata nel 1966 dagli Shadows of Knight. Nella recensione di Nuggets del Rolling Stone del gennaio 1973, Greg Shaw ha commentato "Il punk rock è un genere affascinante ... Il punk rock nella sua forma migliore, è, negli anni '60, dei la cosa più vicina allo spirito rockabilly che diede origine all rock & roll". Nel maggio 1973, Billy Altman diede vita alla rivista punk magazine di breve durata, che anticipò la rivista omonima e più nota, che a differenza della rivista successiva, era ampiamente dedicata al garage degli anni '60 ed alle band psichedeliche. Sebbene la frase "punk rock" fosse il termine generico favorito nei primi anni '70, il termine "garage band" era utilizzato per riferirsi ai gruppi. Nel Rolling Stone di marzo 1971, John Mendelsohn fece un'ellissi riferendosi ad "ogni ultima band di musicisti punk adolescenti da garage che aveva il suo approccio originale". Il termine "punk rock" fu in seguito trovato più appropriato per quel movimento emerso a metà degli anni '70 oggi conosciuto con questo termine e ora è più comunemente applicato ai gruppi associati a quel movimento o che ne seguivano la scia. Per lo stile degli anni '60, il termine "garage rock" venne tirato in ballo nei primi anni '80. Secondo Mike Markesich: "Inizialmente lanciato nel vernacolo clandestino all'inizio degli anni '80, l'etichetta di "garage" venne lentamente spostata dai fan che pensavano di essere finalmente riconosciuti con un degno sostituto descrittivo". Anche il termine "garage punk" ha continuato ad essere utilizzato al fianco di "60's punk" e "proto-punk".

## Contesto sociale e caratteristiche stilistiche

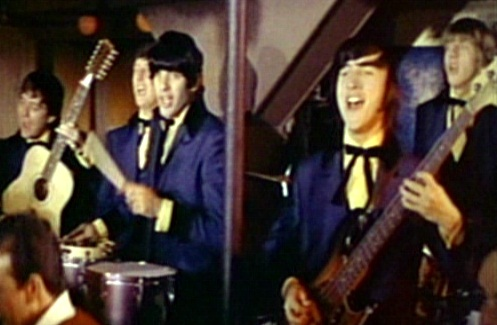
The Beau Brummels di San Francisco in un fotogramma del film Village of the Giants (1965)

Il termine "garage rock", originariamente usato in riferimento alle band degli anni '60, deriva dalla percezione che i suoi artisti fossero spesso giovani dilettanti cresciuti musicalmente nel garage della famiglia. Mentre numerose band erano formate da adolescenti borghesi della periferia, altre erano di aree rurali o urbane o erano composte da musicisti professionisti ventenni. Il termine "garage band" è spesso usato per riferirsi alle band musicali di questo genere.
Riferendosi agli anni '60, Mike Markesich ha commentato "... i gruppi di teen-rock & roll (cioè combo) proliferarono in ogni città degli USA. Sebbene sia impossibile determinare quante band garage fossero attive e quell'epoca, è certo che un numero così grande di gruppi musicali era senza precedenti, tanto da far parlare lo stesso Markesich di "un vortice ciclonico di attività musicale come nessun altro ...". Secondo Mark Nobles, si stima che tra il 1964 e il 1968, si siano formati negli Stati Uniti oltre 180.000 gruppi musicali, con la produzione di diverse migliaia di dischi.
Le band di garage si esibivano in varie tipologie di locali. Le band regionali e locali generalmente suonavano alle feste, ai balli scolastici e nel club per giovani, oppure per le band maggiorenni era il caso di bar, locali notturni o eventi sociali di natura universitaria che fornivano anche ingaggi continuativi. Occasionalmente, le band avevano l'opportunità di fare da gruppo spalla per gruppi più famosi che passavano in tournée. Alcuni gruppi di garage rock fecero anche dei tour, in particolare quelli più noti, ma i gruppi meno conosciuti, solo saltuariamente hanno avuto il booking o la messa in onda radiofonica oltre le loro immediate vicinanze. Venivano poi organizzati concorsi in cui le band si sfidavano, dando ai musicisti l'opportunità di ottenere visibilità e la possibilità di vincere un premio, che poteva essere costituito da attrezzature gratuite o tempo di registrazione in uno studio locale. I concorsi si sono svolti, a livello locale, regionale e nazionale, e tre dei più prestigiosi eventi nazionali si sono tenuti ogni anno presso i Tea Council of the U.S.A., i circhi musicali e il United States Junior Chamber.

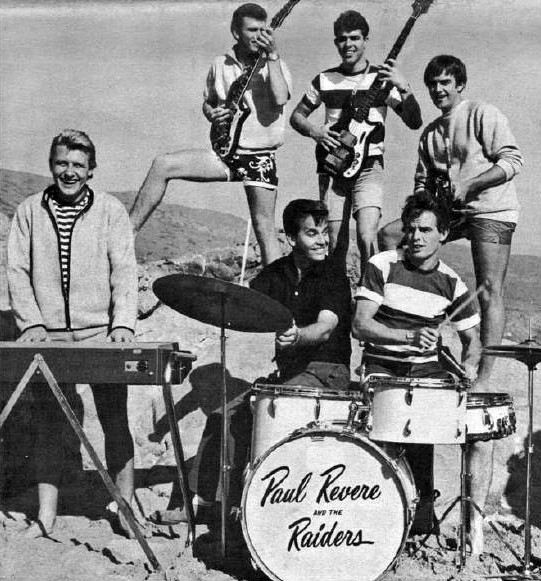
Paul Revere & the Raiders in una foto Dick Clark del 1966.

Gli spettacoli spesso avevano un suono amatoriale, ingenuo o intenzionalmente crudo, con tematiche tipiche che ruotavano attorno ai traumi della vita del liceo e le canzoni sulle "ragazze bugiarde" che erano allora particolarmente comuni. I testi e le modalità erano spesso più aggressivi degli atti più raffinati del tempo, spesso cantati con voce nasale, ringhiata o urlata, talvolta inframezzata da grida o urla liberatorie. La strumentazione era caratterizzata da strutture di accordi di base suonate su chitarre elettriche o tastiere spesso distorte da una fuzzbox, con una sezione ritmica composta da basso e batteria. A volte i chitarristi suonavano usando accordi in barrè oppure power chord che davano un suono aggressivo. Molto frequente era l'organo combo come il Farfisa o il Vox Continental (che divennero due strumenti emblematici di questo genere) e non mancava l'utilizzo dell'armonica a bocca e percussioni portatili come ad esempio i tamburelli. Occasionalmente, il tempo veniva velocizzato in passaggi talvolta definiti "raveups".
Le band garage rock erano molto diverse e variegate sia per abilità musicale che per stile, spaziando dalla musica rozza e amatoriale a quella più vicina ai canoni da studio. Ci sono poi state variazioni regionali in scene fiorenti, come quelle della California e del Texas, mentre gli stati nord-occidentali di Idaho, Washington ed Oregon avevano un suono locale chiaramente riconoscibile con gruppi come the Sonics e Paul Revere & the Raiders.

## Storia

### 1958–1964: Le origini

#### Il Rock'n'roll regionale, strumentale ed il surf

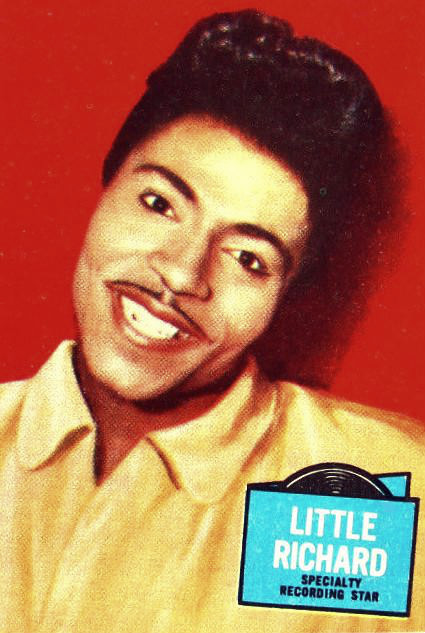
Little Richard nel 1957

Alla fine degli anni '50, l'impatto iniziale del rock and roll sulla cultura americana fu assorbito dalle major company che ne controllarono così le sonorità, l'impatto e la diffusione sul mercato commercializzando registrazioni convenzionalmente più accettabili. Gli strumenti musicali elettrici (in particolare le chitarre) e l'amplificazione stavano diventando più accessibili, consentendo ai giovani musicisti di formare piccoli gruppi per esibirsi di fronte ad un pubblico locale di loro coetanei; in alcune aree degli Stati Uniti poi ci fu una rottura, soprattutto tra il pubblico della radio, dei tradizionali mercati discografici divisi per i bianchi e per i neri, con più adolescenti bianchi che ascoltano e acquistano dischi di rhythm and blues.
Un certo numero di giovani erano ispirati da musicisti di qualche anno prima come Chuck Berry, Little Richard, Bo Diddley, Jerry Lee Lewis, Buddy Holly ed Eddie Cochran le cui canzoni, relativamente poco sofisticate e semplici da suonare avevano proclamato l'indipendenza personale e la libertà dal controllo dei genitori e dalle norme conservatrici. Il successo di Ritchie Valens del 1958 La Bamba contribuì alla nascita della scena Chicano rock nel sud della California, fornendo un "modello a tre corde" per le canzoni di numerosi gruppi musicali degli anni '60. Alla fine degli anni '50 le scene regionali si erano moltiplicate in tutto il paese e contribuendo a preparare quel "palcoscenico" su cui si mosse il garage rock degli anni '60.

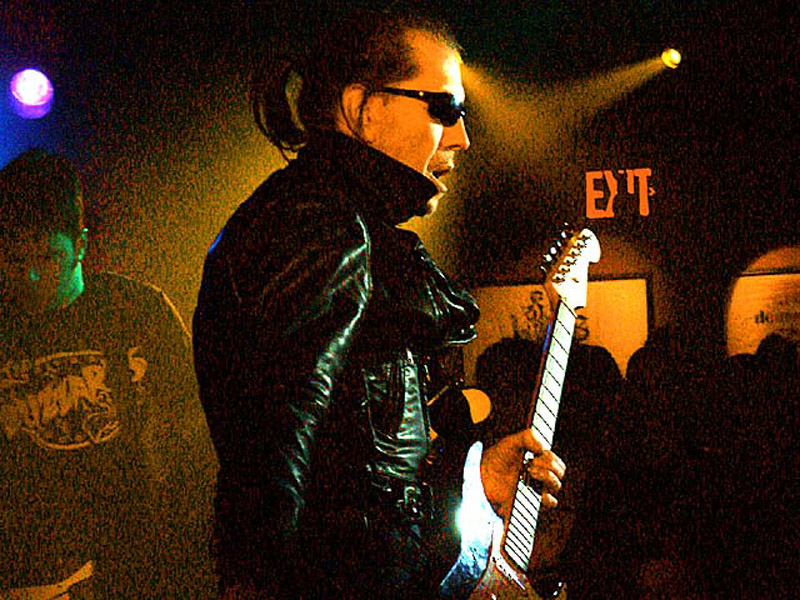
Link Wray, fotografato nel 1993.

Il chitarrista Link Wray è stato citato come uno dei più influenti sulla nascita del garage rock ed è noto per il suo uso innovativo di tecniche e effetti per chitarra come i power chords e le distorsioni. È conosciuto soprattutto per il suo brano strumentale "Rumble" del 1958, che presentava un suono di chitarra distorta e l'uso del "clanging", che anticipavano molto di ciò che sarebbe accaduto poi. Hanno poi avuto un ruolo significativo nel plasmare il sound garage rock, le influenze combinate del rock strumentale degli inizi degli anni '60 e del surf rock, mentre.
Secondo Lester Bangs, "le origini del garage rock come genere possono essere ricondotte alla California e al Pacifico nord-occidentale dei primi anni Sessanta". Il Pacifico nord-occidentale, che comprende Washington, Oregon e Idaho, ha svolto un ruolo fondamentale all'inizio del garage rock, ospitando la prima scena e producendo un numero considerevole di band antecedenti alla British Invasion. Il tipico garage sound emerso nel nord-ovest del Pacifico è a volte indicato come "the Northwest Sound" e ha avuto le sue origini alla fine del 1950, quando una manciata di band di R&B e rock & roll sorsero in varie città e paesi in una zona si estende dallo Stretto di Puget fino a Seattle e Tacoma, e oltre.

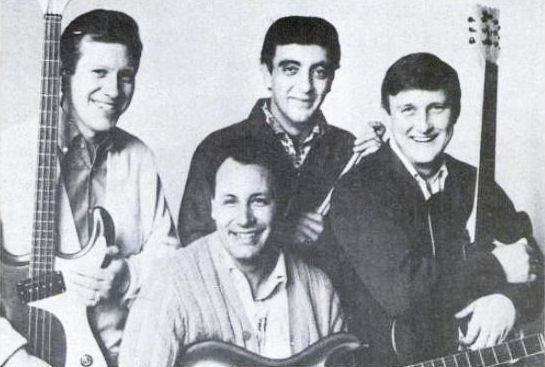
The Ventures

Lì come altrove, gruppi di adolescenti sono stati ispirati direttamente da musicisti R&B in tournée come Johnny Otis e Richard Berry, per poi iniziare a suonare cover di brani R&B. Durante la fine degli anni '50 e l'inizio degli anni '60, altri gruppi strumentali suonarono in questa zona, come the Ventures, formati nel 1958 a Tacoma, Washington, che si specializzarono in un suono rock, oppure the Frantics di Seattle. Le Blue Note di Tacoma, affiancate da Rockin' Robin Roberts, sono state una delle prime band rock & roll della città interamente composte da adolescenti. I Wailers (spesso conosciuti come the Fabulous Wailers) entrarono in classifica nazionale nel 1959 con il brano strumentale "Tall Cool One". Dopo la scomparsa del Blue Notes, "Rockin 'Robin" suonò per un breve periodo con gli Wailers, e con lui alla voce nel 1962, hanno registrato una versione del brano Louie Louie di Richard Berry del 1957 di Richard Berry. Il loro arrangiamento è diventato il modello molto replicato specie dalle band della regione, ec anche the Kingsmen di Portland ne fecero una versione che ebbe un grande successo l'anno dopo.
Altre scene regionali di gruppi di adolescenti che suonavano musica rock orientata al R&B prima della British Invasion erano quelle del Texas e del Midwest. Allo stesso tempo, nel sud della California si formarono gruppi di surfisti, suonando rauche chitarre e sassofoni in un rock principalmente strumentale. Lo scrittore Neil Campbell ha detto: "prima dell'arrivo dei Beatles, c'erano letteralmente migliaia di gruppi rozzi e pronti a esibirsi nei bar e nelle sale da ballo locali negli Stati Uniti ... [la] popular music indigena che funzionava in questo modo. ... era il proto-punk più comunemente identificato come garage rock".

#### Il Frat rock ed il successo commerciale

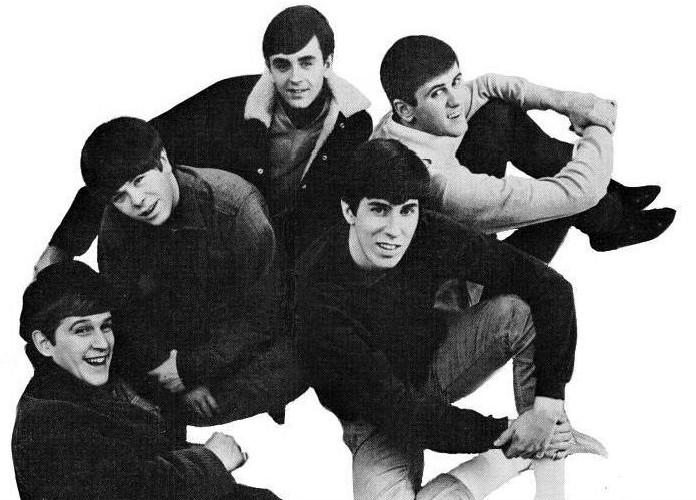
The Kingsmen nel 1966

Come risultato dell'incrocio tra surf rock, musica hot rod ed altre influenze emerse uno stile energico ed ottimista a volte chiamato Frat rock (abbreviazione di fraternity, confraternita studentesca tipicamente americana) che può essere visto come uno dei precursori del garage rock. Sebbene spesso associato a gruppi del nord-ovest del Pacifico come i Kingsmen, questa forma musicale prosperò anche altrove. La versione Louie Louie del Kingsmen del 1963 divenne di fatto il "big bang" per il rock a tre accordi, esploso come un successo regionale a Seattle, per poi entrare al primo posto nelle classifiche nazionali e diventare infine un grande successo all'estero. Il gruppo è divenne involontariamente l'obiettivo di un'indagine dell'FBI in risposta alle lamentele sul presunto uso di un linguaggio volgare nella canzone dal testo quasi indecifrabile. In quell'anno i singoli di diverse band regionali di altre parti degli Stati Uniti iniziarono ad apparire nelle classifiche nazionali, tra cui Surfin' Bird dei the Trashmen, da Minneapolis. Seguì California Sun dei the Rivieras di South Bend, Indiana, diventando un successo all'inizio del 1964.
Il nome frat rock fu creato negli anni '80 in seguito alla comparsa sul mercato di compilations revivaliste come "Frat Rock" della Rhino Records, e il successo del film di John Landis del 1978, Animal House, che rievocava il periodo "pre-Beatles", per etichettare un gusto musicale ritenuto apprezzato dai goliardi dei college e università statunitensi dei primi anni '60, e popolare alle feste studentesche dell'epoca antecedente alla "British Invasion".

### 1964–1968: Gli anni di punta

#### L'impatto della British Invasion

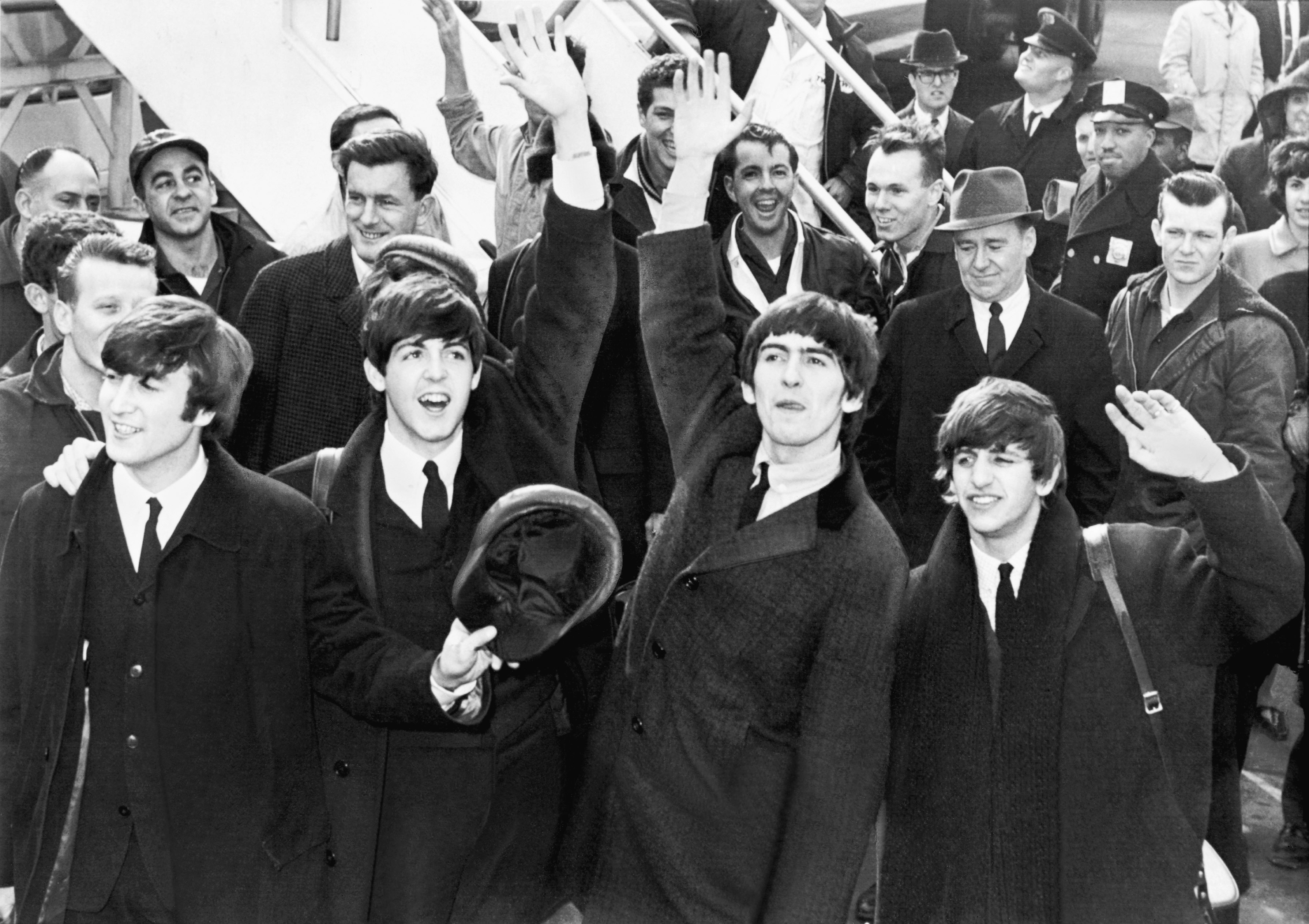
L'arrivo dei the Beatles negli U.S.A del 1964 determinò l'inizio della British Invasion.

Durante la metà degli anni '60, il garage rock entrò nel suo periodo più fertile, indotto dall'influenza dei Beatles e dalla British Invasion. Il 9 febbraio 1964, durante la loro prima visita negli Stati Uniti, i Beatles fecero un'apparizione storica all'Ed Sullivan Show, guardati con un pubblico di spettatori da record di una nazione in lutto per la recente morte del presidente John F. Kennedy. Per molti, in particolare per i giovani, la visita dei Beatles riaccese il senso di eccitazione e possibilità che era momentaneamente svanito a causa del lutto che aveva coinvolto tutti gli USA.
Sulla scia del prima tournée dei Beatles, tra il 1964 e il 1966, una serie di gruppi e artisti britannici scalarono le classifiche americane, dato che di li a breve si iniziò a parlare di "l'invasione britannica". Queste band ebbero un impatto profondo, stimolando molti gruppi (spesso di surf o hot rod) ad innovare il loro stile, e/o a formare innumerevoli nuove band, mentre gli adolescenti di tutto il paese prendevano chitarre e iniziarono a suonare. In molti casi, le band di garage sono state particolarmente influenzate dal suono più audace del rock'n'roll e del Rhythm and blues britannico con un attacco più duro, basato su blues, di band come the Kinks, the Who, the Animals, the Yardbirds, Small Faces, The Pretty Things, Them e the Rolling Stones, che spesso sembrava più arrabbiato e primitivo. Molte band, pur non essendo nordamericane, avevano le caratteristiche tipiche dei gruppi da garage come The Troggs, tanto che il loro brano di successo Wild Thing divenne un punto fermo nel repertorio delle band americane di provincia. Nel 1965, l'influenza della British Invasion spinse musicisti folk come Bob Dylan e membri dei Byrds ad adottare l'uso di chitarre elettriche e amplificatori, dando vita a quello che divenne il folk rock, che poi influenzarono in modo incrociato il suono e l'approccio di molte band garage rock.

#### La popolarità e la diffusione radiofonica

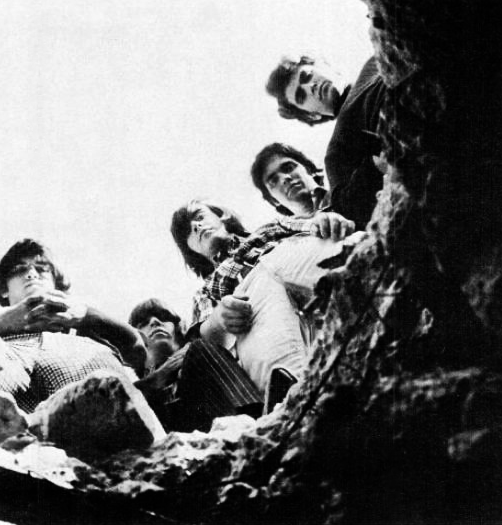
I Count Five nel 1966

Sulla scia della British Invasion, il garage rock divenne molto popolare, con migliaia di "gruppi da garage" attivi negli Stati Uniti ed in Canada, con centinaia di hit regionali prodotte in quel periodo che venivano diffusa su stagioni radiofoniche locali. Diversi musicisti ottennero una popolarità più ampia e per un periodo più lungo tanto da avere uno o più successi nazionali in un'era piena di "one-hit wonder". È il caso dei The Beau Brummels che nel 1966 irruppero nelle classifiche nazionali con "Laugh, Laugh", seguito da "Just a Little", che secondo Richie Unterberger, furono forse il primo gruppo americano a rappresentare una risposta di successo alla British Invasion. Nello stesso anno, "Wooly Bully" di Sam the Sham & the Fharaohs raggiunse la seconda posizione, e la seguirono un anno dopo con un altro secondo posto Little Red Riding Hood. Sempre nel 1965, the Castaway raggiunsero quasi la top ten di Billboard con "Liar, Liar", che fu poi incluso nella compilazione Nuggets del 1972. È convenzionalmente riconosciuto che il 1966 rappresentò l'anno di maggior diffusione del garage rock. In aprile, the Outsiders di Cleveland raggiunsero il numero 5 con Time Will not Let Me, di cui Iggy Pop fece poi una cover. A luglio, the Standells di Los Angeles arrivarono alla top ten americana con Dirty Water, una canzone ora generalmente associata a Boston. "Psychotic Reaction" del Count Five raggiunse il quinto posto su Billboard's Hot 100 e successivamente è stato menzionato da Lester Bangs nel suo pezzo del 1971 "Psychotic Reactions and Carburetor Dung".
Nel 1966, 96 Tears di Question Mark & the Mysterians, di Saginaw nel Michigan, arrivò al primo posto negli Stati Uniti, che fu poi riconosciuta come uno dei brani emblematici del garage rock, grazie ai suoi riff da organo e la tematica struggente, fino ad ispirare poi band ed artisti come the B-52's, the Cramps e Bruce Springsteen. Due mesi dopo i Music Machine raggiunsero la top 20 con la tipica chitarra fuzz diTalk Talk, il cui suono ed immagine precedette i Ramones. Little Girl di The Syndicate of Sound, che presentava una voce semi-parlata e sguaiata incastonata su accordi di chitarra a 12 corde, raggiunse il numero 8 nelle classifiche di Billboard, e fu poi rifatta da the Dead Boys, the Banned e the Chesterfield Kings. Scoperto da un disc jockey di Pittsburgh nel 1965, il conseguente successo di Hanky Panky da parte di un gruppo defunto, the Shondells, rianimò la carriera di Tommy James, che ne faceva parte e che formò un nuovo gruppo con il nome di Tommy James and the Shondells, con cui raggiunse per 12 volte la top 40. Nel 1967, gli Strawberry Alarm Clock uscirono dal garage con il nome Thee Sixpence e nel 1967 ottennero il primo posto in classifica con il brano psichedelico Incense and Peppermints.

#### Le garage band femminili

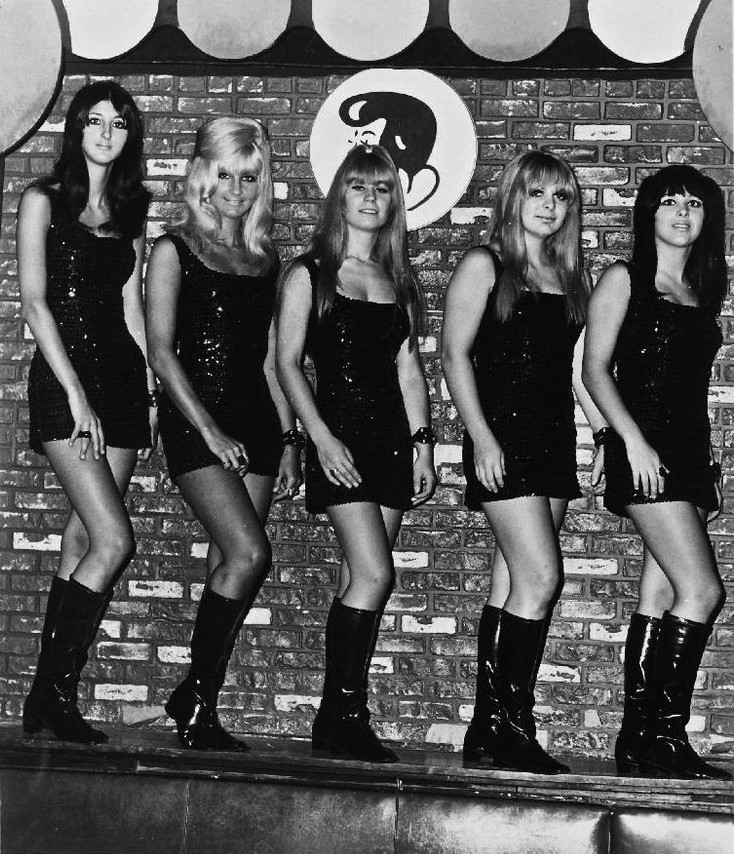
The Pleasure Seekers con Suzi Quatro alla destra, nel 1966

Il garage rock non era un fenomeno esclusivamente maschile, ma favoriva l'emergere di band di sole donne. Una delle prime band tutte al femminile furono le newyorkesi Goldie and the Gingerbreads, che fecero la loro apparizione al Peppermint Lounge di New York nel 1964 e accompagnarono i Rolling Stones nel loro tour americano l'anno seguente. Uno dei loro brani Can not You Hear My Heartbeat divenne molto famoso in Inghilterra. Le Continental Co-ets di Fulda in Minnesota, furono attive dal 1963 al 1967 ed ebbero una hit in Canada con I Do not Love You No More. The Pleasure Seekers (in seguito note come Cradle) di Detroit, erano formate da Suzi Quatro e le sue sorelle. Negli anni '70, Quatro divenne famosa come solista ed attrice televisiva. the Luv'd Ones, anch'esse del Michigan, hanno firmato con la Dunwich Records di Chicago ed erano caratterizzate da un suono talvolta cupo, come in Up Down Sue.
Alla fine degli anni '60, le the Ace of Cups di San Francisco divennero un appuntamento fisso nella scena della Bay Area. Altre importanti band femminili degli anni '60 erano the Daughters of Eve di Chicago e le She (precedentemente nota come Hairem) da Sacramento, in California. Le band di sole donne non erano esclusiva del Nord America. The Liverbirds erano un gruppo beat dalla città natale dei Beatles a Liverpool, ma sono diventati famosi in Germania, esibendosi spesso nello Star-Club di Amburgo. I gruppi esclusivamente femminili degli anni '60 anticiparono band successive associate al movimento punk degli anni '70, come the Runaways e the Slits.

### Scene regionali negli Stati Uniti e nel Canada

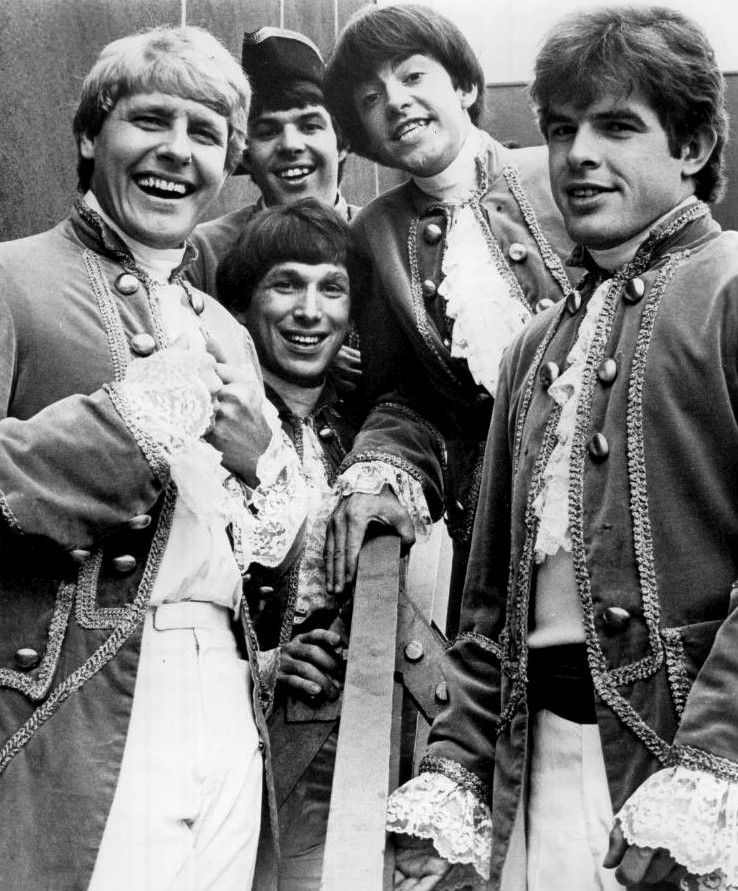
Paul Revere and the Raiders
in 1967

#### Nordovest del Pacifico
Nel 1964 e nel 1965 l'impatto dei Beatles e della British Invasion diede nuove prospettive al panorama musicale, presentando non solo una sfida, ma anche un nuovo slancio, fornendo alle band che già esistevano nel nord-ovest del Pacifico che si adattarono al nuovo clima, spesso raggiungendo livelli più elevati di vendite e di successo artistico di prima mentre si formavano decine di nuove band. Dopo essersi trasferito a Portland, Paul Revere & the Raiders nel 1963 divenne il primo gruppo rock-and-roll ad essere ingaggiato dalla Columbia Records, ma non raggiunse la svolta commerciale fino al 1965 con la canzone Steppin Out, che fu seguita da una serie di hit come Just Like Me, originariamente registrata da Wilde Knights e Kicks.
I Sonics di Tacoma avevano un suono volgare e duro che influenzò band successive come i Nirvana ed i White Stripes. Secondo Peter Blecha, queste band "erano i profani praticanti del punk rock molto prima che qualcuno sapesse come chiamarlo". Fondati nel 1960, hanno poi arruolato la voce di Gerry Rosalie e il sassofonista Rob Lind, per poi incidere il loro primo singolo, The Witch nel 1964. La canzone è fu ripubblicata nel 1965, questa volta con il Psycho ancora più intensa sul lato B. Pubblicarono poi diversi album e divennero noti anche per altri brani molto energici come Cinderella e He's Waitin. Aiutati dai Sonics, The Wailers proposero, a metà anni '60, un suono più tagliente e basato sul fuzz con Hang Up e Out of our tree.

#### New England e Mid-Atlantic

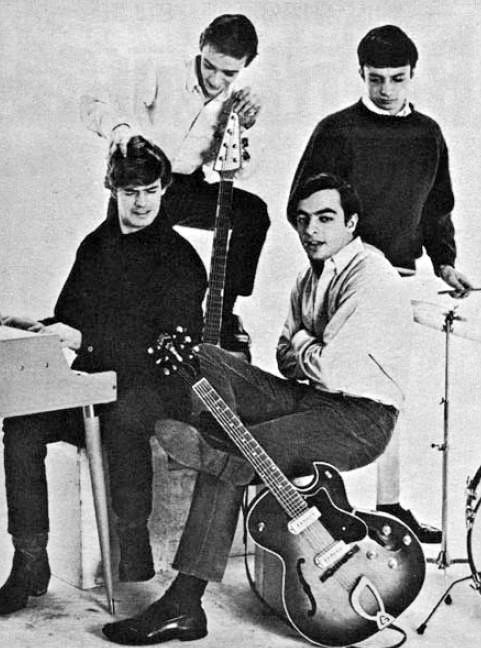
The Remains in 1966

The Barbarians di Cape Cod, che indossavano sandali e capelli lunghi e coltivano l'immagine di "nobili selvaggi", hanno registrato un album e diversi singoli, come Are You a Boy or Are You a Girl. Nel 1964 il gruppo fu invitato al T.A.M.I. Show nello stesso programma in cui apparirono i Rolling Stones e James Brown. Nel film dello show, il batterista Victor "Moulty" Moulton viene ripreso con una delle sue bacchette tenuta con una pinza protesica, poiché aveva perso la mano sinistra a causa di incidente. Nel 1966, Moulton registrò Moulty, un monologo musicato, in cui raccontava i travagli della sua deturpazione, pubblicato sotto il nome the Barbarians, ma sostenuto dai futuri membri della the Band.
the Remains di Boston (a volte chiamato Barry and the Remains), guidati da Barry Tashian, divenne una delle band più famose della regione e, oltre a pubblicare cinque singoli e un album omonimo, fece un tour con i Beatles nel 1966. Sempre da Boston, i Rockin 'Ramrods pubblicarono She Lied nel 1964, un brano dominato dalle distorsioni, che Rob Fitzpatrick definì "un pezzo di proto-punk davvero spettacolare, il tipo di perfetta miscela di melodia e aggressività che con i Ramones avrebbe trasformato il pianeta dopo una dozzina di anni o più". The Squires di Bristol, Connecticut pubblicarono una canzone ora considerata un classico del garage rock, dal titolo All the Way. Il garage rock prosperò su e giù per la costa atlantica, con gruppi come the Vagrants di Long Island, oppure Richard and the Young Lions di Newark nel New Jersey, e ancora the Blues Magoos dal Bronx, che iniziarono nella scena del Greenwich Village di New York ed ebbero un brano molto popolare nel 1966 dal titolo (We Is not Got) Nothin 'Yet, che apparve nel loro album di debutto, Psychedelic Lollipop, insieme a una lunga interpretazione di Tobacco Road dei the Nashville Teens'.

#### California

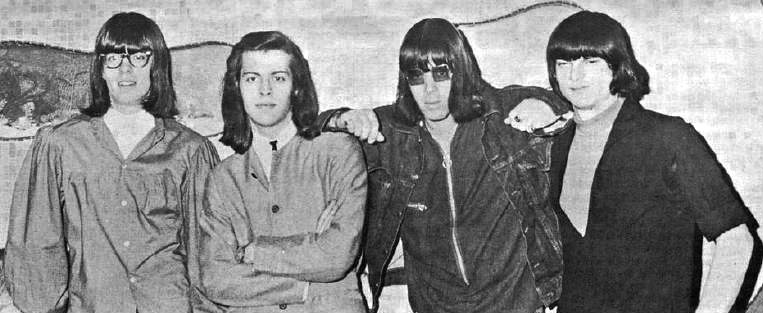
The Seeds nel 1966

La mania del garage entrò in un suo pieno svolgimento proprio in California ed in particolare a Los Angeles. Il Sunset Strip era il centro della vita notturna di L.A., fornendo un luogo di alto profilo alle band per attirare un seguito più ampio e possibilmente catturare l'attenzione delle etichette discografiche alla ricerca di nuove band. I film d'exploitation come La ragazza dalla calda pelle (Riot on Sunset Strip) e Mondo Hollywood, catturarono l'ambiente musicale e sociale intorno allo spogliarello. Nel film La ragazza dalla calda pelle, diverse band fanno apparizioni al Pandora's Box, con the Standells che forniscono la sigla e le apparizioni successive dei the Chocolate Watchband di San Jose ed altri. The Seeds e the Leaves sono stati tra i preferiti dal pubblico e sono riusciti a raggiungere successi nazionali con canzoni che sono diventate dei classici del garage: i Seeds con Pushin 'Too Hard ed i Leaves con una versione di successo di Hey Joe, che divenne un punto fermo per innumerevoli band.

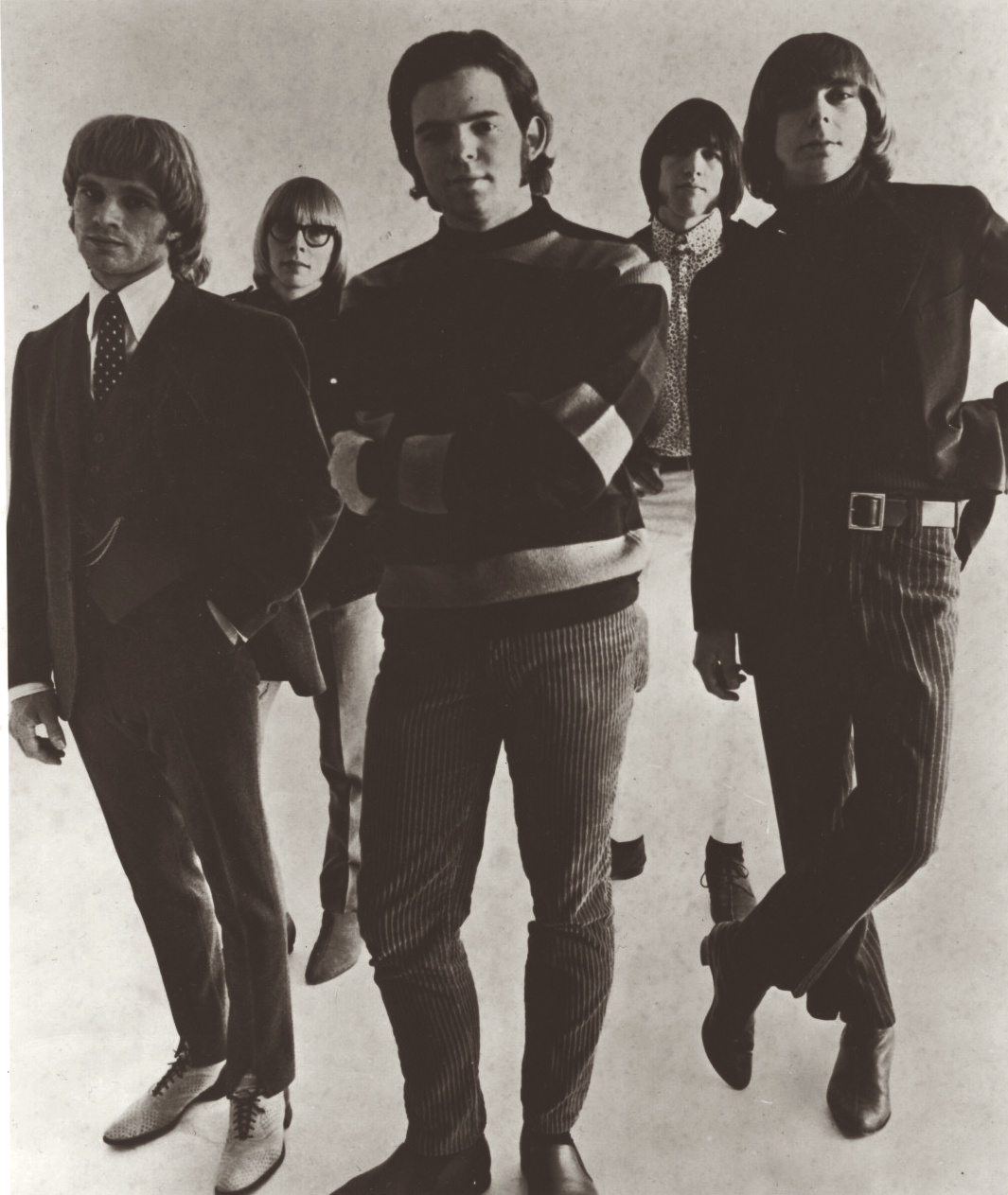
The Chocolate Watchband nel 1966

I Love, una band diretta dal musicista afro-americano Arthur Lee, è stata una delle band più famose della scena, in un momento storico in cui non si era ancora arrivati pienamente all'integrazione razziale. Il loro propulsivo inno di proto-punk del 1966 7 e 7 Is è diventato un punto fermo interpretato poi da molte band. The Music Machine, guidata da Sean Bonniwell, impiegava tecniche musicali innovative, a volte autocostruendo le proprie fuzzbox personalizzate. Il loro primo album (Turn On) The Music Machine conteneva il brano di successo Talk Talk. The Electric Prunes sono stati una band di garage di successo che incorporò influenze psichedeliche nel proprio suono, come nella hit I had Too Much to Dream (Last Night), la cui apertura prevedeva una chitarra ronzante di tonalità fuzz, e che apparve nel loro album di debutto omonimo. Il garage rock era presente anche nella comunità latina di East L.A. con band come the Premiers, autori del brano di successo Farmer John del 1964, e Thee Midniters sono considerati personaggi di primo piano nel Chicano rock, come anche i Cannibal & the Headhunters, con sede a San Diego, che hanno avuto un successo con Land of a Thousand Dances di Chris Kenner.
Anche San Jose e la zona di South Bay ebbero una scena vivace di cui le band più famose furono forse the Chocolate Watchband, i Count Five, e the Syndicate of Sound. The Chocolate Watchband pubblicarono diversi singoli nel 1967, tra cui Are You Gonna Be There (at the Love In), che fu anche inserito nel loro album di debutto No Way Out. Il brano di apertura dell'album era una versione di Let's Talk About Girls, precedentemente registrata da Tongues of Truth (aka the Grodes).

#### Midwest

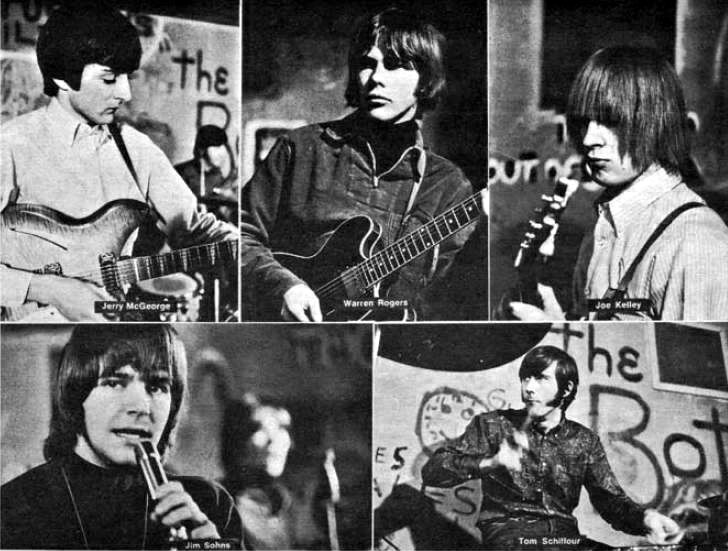
The Shadows of Knight in 1966

Chicago, conosciuta per il blues elettrico, continuò ad avere una forte industria discografica negli anni '60 e fu anche una fucina di attività per garage rock. Il blues di Chicago, i Rolling Stones, i The Pretty Things e gli Yardbirds influenzarono gli Shadows of Knight che ha registrato per la Dunwich Records ed erano conosciuti per il loro suono duro. Nel 1966 hanno avuto popolarità con la loro versione di Gloria, originariamente scritta dai Them di Van Morrison e Oh Yeah di Bo Diddley, e hanno anche pubblicato l'aggressiva I'm Gonna Make You Mine, che come ha osservato Mike Stax "è stato registrato dal vivo in studio con gli amplificatori oltre la distorsione, questo è il punk degli anni '60 con la sua carica sessuale e aggressiva". Sempre per la Dunwich c'erano the Del-Vetts e the Banshees, che pubblicarono la catartica Project Blue. Altri gruppi degni di nota di Chicago furono the Little Boy Blues e the New Colony Six.
Il Michigan ebbe una delle scene più vaste del paese. All'inizio del 1966, gli MC5 di Detroit pubblicarono una versione di I Can Only Give You Everything prima che raggiungessero un maggiore successo alla fine del decennio. The Unrelated Segments registrarono una serie di canzoni come la hit locale You Can not Buy Love, alla quale seguì Where You Gonna Go. Nel 1966, the Litter di Minneapolis pubblicarono Action Woman - una canzone che Michael Hann descrisse come "uno dei peggiori, i più stretti, i più stretti pezzi di aggressione ormonale del garage" "uno dei brani garage più divertenti, stizziti e di aggressione ormonale del garage".

#### Le altre zone degli USA

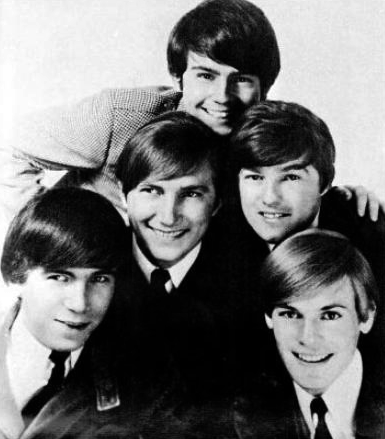
I Five Americans nel 1967

In Texas, c'erano The 13th Floor Elevators di Austin, con Roky Erickson alla chitarra e alla voce che sono considerati una delle band di spicco dell'epoca. Il loro brano You're Gonna Miss Me divenne un successo regionale e realizzarono una serie di album, ma la band ebbe problemi con l'uso di droga e incappò nei problemi legali collegati che ne decretarono la loro scomparsa. Richie Unterberger si unì agli ottimi scrittori di canzoni The Zakary Thaks, di Corpus Christi, meglio conosciuti per la frenetica e accelerata Bad Girl. The Moving Sidewalks di Houston, vedevano Billy Gibbons alla chitarra, in seguito con gli ZZ Top. The Gentlemen di Dallas incisero il brano intriso di suono fuzz It's a Cry'n Shame, che in Teenbeat Mayhem di Mike Markesich è classificata tra le prime due canzoni rock del garage di tutti i tempi, seconda solo a You're Gonna Miss Me dei the 13th Floor Elevators. The Outcasts di San Antonio incisero due canzoni molto apprezzate, I'm in Pittsburgh and It's Raining, che divenne un successo locale, e 1523 Blair, che Jason Ankeny descrisse come "la psichedelia texana al suo apice".
I Five Americans provenivano invece da Durant in Oklahoma, e pubblicarono una serie di singoli, tra cui Western Union, che divenne una top 10 americana nel 1967. Da Phoenix in Arizona, the Spider vedevano nella formazione Vincent Furnier, più tardi conosciuto come Alice Cooper. Il gruppo registrò due singoli, ed in particolare Do not Blow Your Mind divenne un successo locale a Phoenix. La band si spostò a Los Angeles nel 1967 nella speranza di ottenere un maggior successo, che però non arrivò fino al trasferimento a Detroit pochi anni dopo quando si presentarono con Alice Cooper. Da Orlando in Florida We the People che nacquero della fusione di due gruppi precedenti e dei compositori Tommy Talton e Wane Proctor. Hanno registrato una serie di canzoni di propria composizione, come veri rocker primitivi, con You Burn Me Upside Down e Mirror of my Mind, così come l'esoterica In the Past, in seguito rifatta dai the Chocolate Watchband. Gli Evil da Miami, avevano invece un suono duro, a volte sporco ed la reputazione di spingersi fino al caos sonoro, con canzoni come From a Curbstone e I'm Movin" On.

#### Il Canada, le isole ed i territori

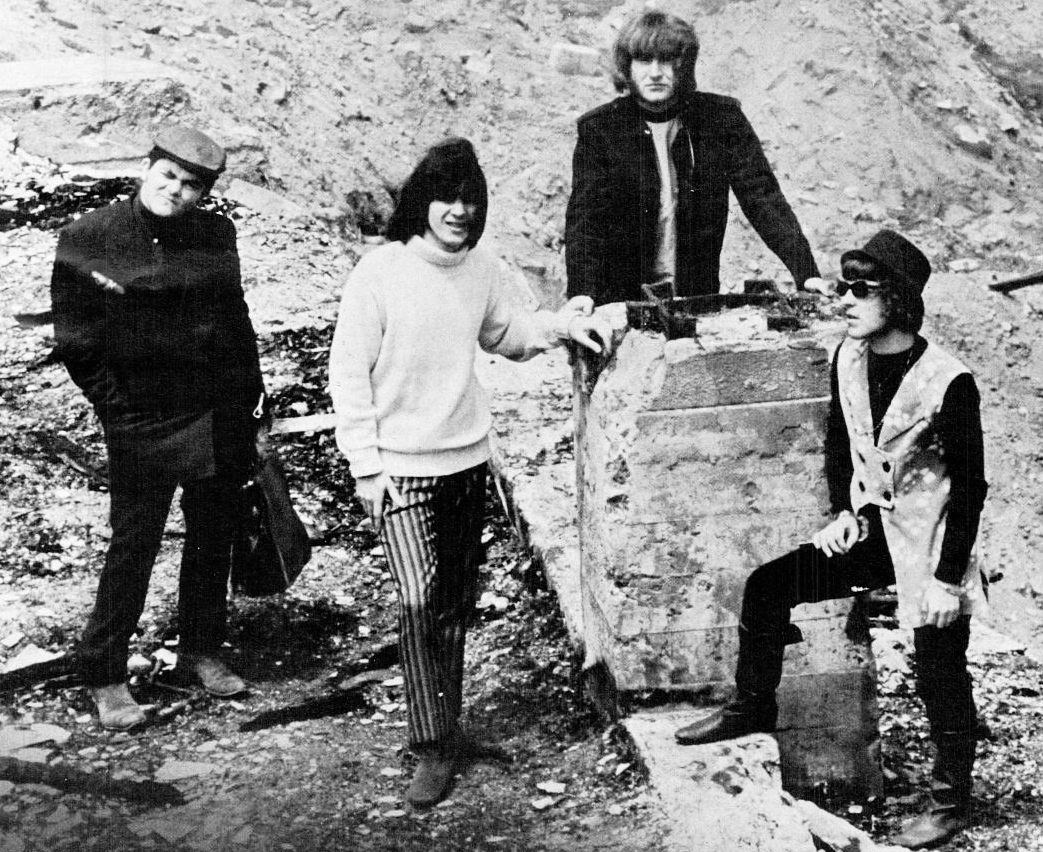
The Paupers nel 1967

Come gli Stati Uniti, il Canada ha sperimentato un grande e vigoroso movimento di garage rock. The Northwest Company di Vancouver incisero Hard to Cry con un approccio power-chord. The Painted Ship erano noti per brani primitivi come Frustration e Little White Lies, che Stansted Montfichet definiva un "classico punk". The Guess Who di Winnipeg in Manitoba iniziarono a suonare nel 1958 ed a metà degli anni '60 realizzarono un brano di successo, Johnny Kidd e "Shakin 'All Over" dei pirati e ha avuto un successo maggiore tra la fine degli anni '60 e l'inizio degli anni '70, Shakin' All Over di Johnny Kidd & the Pirates che divenne popolare nei tardi '60 e primi '70. Nel 1966 the Ugly Ducklings di Toronto hanno avuto un successo con Nothin e sono stati in tournée con i Rolling Stones, mentre The Haunted di Montréal si specializzarono in un suono grintoso basato sul blues ed influenzato dai Rolling Stones, pubblicando un singolo. Altre due band di Toronto erano the Paupers e the Mynah Birds. I primi hanno pubblicato diversi singoli e due album, mentre i secondi vedevano Rick James alla voce principale e Neil Young alla chitarra, entrambi famosi come solisti, oltre a Bruce Palmer che in seguito accompagnò Young in California per unirsi a Buffalo Springfield nel 1966. La band firò con la Motown Records e registrarono diverse canzoni tra cui It's My Time.
Fuori dalla terraferma, il garage rock è diventato un punto fisso nelle isole e nei territori adiacenti al continente. The Savages delle Bermuda registrò un album dal titolo Live 'n Wild, con The World Is not Round It's Square che vedeva un cantato arrabbiato di sfida giovanile.

### Scene e controparti internazionali
Il fenomeno del garage, anche se molto spesso associato al Nord America, non era assolutamente una sua prerogativa. Altri paesi svilupparono movimenti rock cresciuti dal basso che riflettevano in modo simile ciò che stava accadendo nel Nord America e che a volte sono stati interpretati come varianti di garage rock o comunque forme strettamente correlate.

#### Il Regno Unito

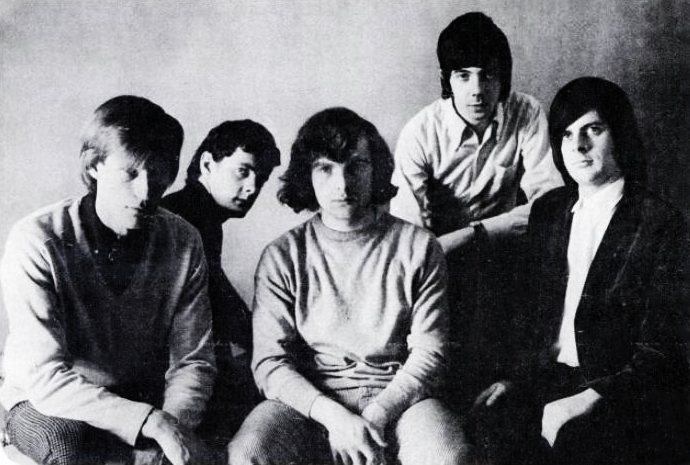
Them, con Van Morrison (centro) nel 1965

Sebbene la Gran Bretagna non abbia sviluppato un genere garage rock distinto e generalizzato come gli Stati Uniti, molti attori della scena britannica condividevano le peculiarità delle band americane che spesso tentavano di emularle, e alcune di questo vengono spesso menzionate in relazione al garage.
La musica beat sorse in Gran Bretagna nei primi anni '60 da musicisti che originariamente mettono assieme per suonare il rock and roll o schizzare le influenze americane ritmiche e blues assimilabili al rock'n'roll, allo skiffle influenzati dal rhythm and blues americano. Questo genere musicale servì modello per molti gruppi rock successivi. L'area di Liverpool aveva una concentrazione particolarmente alta di band e luoghi. I Beatles emersero da questo boom della musica beat, e il loro approccio energico servì da modello per la formazione di innumerevoli gruppi. Alcune band svilupparono uno stile blues tipicamente britannico. Tra i gruppi beat e R&B di fama nazionale vi furono i Rolling Stones e gli Yardbirds di Londra, the Animals di Newcastle ed i Them (con Van Morrison) di Belfast nell'Irlanda del Nord. A partire dal 1965 circa, band come Who e Small Faces hanno si inserirono nella sottocultura mod incentrata a Londra.
In particolare dopo la "British Invasion" degli Stati Uniti, si sviluppò una rete di influenze musicali incrociate tra i due continenti. Nei loro successi transatlantici You Really Got Me e All Day and All of the Night del 1964, the Kinks furono influenzati della versione dei Kingsmen di Louie Louie e applicando allo stile a maggiore volume e distorsione, che a loro volta influenzò l'approccio di molte bande di garage americane. The Pretty Things e Downliners sect erano entrambe conosciute per il loro approccio crudo ad un rock influenzato dal blues. I Them dell'Irlanda del nord registrarono due canzoni che sono state ampiamente rifatte da gruppi di garage americani: Gloria, che è diventato un grande successo per i the Shadows of Knight, e I Can Only Give You Everything, che è stato rifatto da numerose band americane.

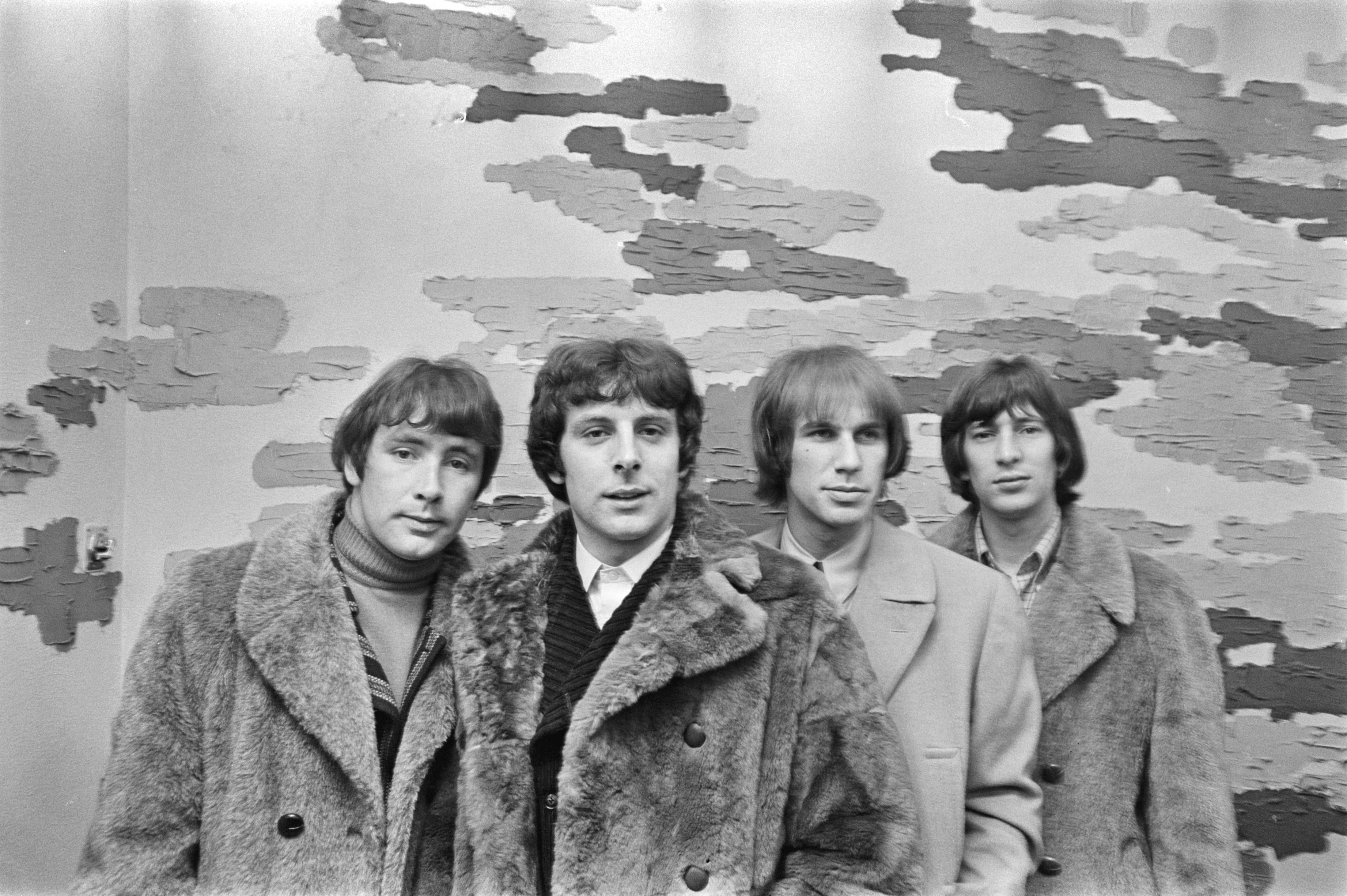
The Troggs nel 1966

The Troggs sono stati talvolta menzionati in associazione al garage rock. Esprimendo le virtù del loro primitivismo ostentato, impenitente e ricco di esplicite insinuazioni sessuali, i Troggs erano la band, anche se britannica, che nel 1971 Lester Bangs ricordava come forse il quintessenziale "punk" - cioè. garage - degli anni '60, anche grazie alla loro Wild Thing del 1966, scritta dall'americano Chip Taylo, che si ripercosse in tutto il mondo. The Equals, una band che comprendeva sia bianchi che neri, del nord di Londra con il chitarrista Eddy Grant, sviluppò uno stile rock ottimista in stile frat rock; la loro registrazione del 1966 Baby Come Back fu un successo in Europa prima di diventare una numero uno britannica nel 1968. In linea con la popolarità del rock di stampo blues e l'inizio della musica psichedelica nella metà degli anni '60, alcune delle band più dure ed oscure associate alla scena mod nel Regno Unito furono a volte definite retroattivamente come Freakbeat, che è a volte visto come un parallelo inglese e più elegante del garage rock. Tra le band che vengono citate come freakbeat vi furono the Creation, the Action, the Move, the Smoke, the Sorrows ed i Wimple Winch.

#### Europa continentale

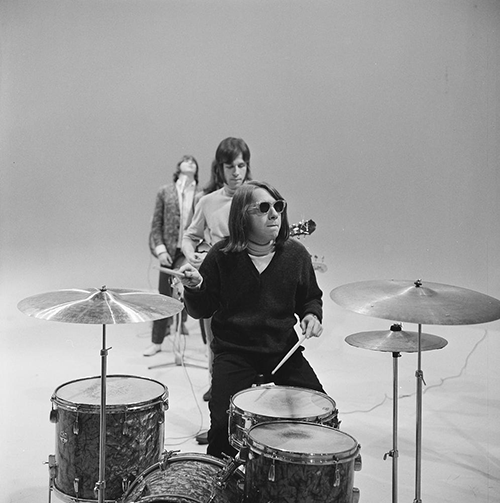
Gli Q65 nel 1967

Il boom del beat colpì l'Europa continentale, determinando l'emergere di numerose band che suonarono in stili a volte citati come varianti europee di garage rock. I Paesi Bassi ebbero una delle scene più vaste, a volte chiamata retroattivamente Nederbeat. Da Amsterdam, the Outsiders, che Richie Unterberger ha individuato come uno dei più importanti artisti rock degli anni '60 da un paese di lingua non inglese, comprendeva Wally Tax alla voce solista e specializzato in un eclettico stile R&B basato folk. Gli Q65 de L'Aia, che furono autori di molte registrazioni datate fino agli anni '70, pubblicarono l'invettiva I Despise You nel 1966. Sempre da L'Aia, i Golden Earring, che ottennero fama internazionale negli anni '70 e '80, nel 1965 ottennero nei Paesi Bassi una top ten con Please Go, seguito un numero due con That Day. Avendo coltivato il primo sviluppo dei Beatles ad Amburgo, la Germania aveva i presupposti per giocarsi un ruolo chiave mentre la mania del beat superava il continente. Band provenienti dalla Gran Bretagna e dall'Europa si recavano in Germania per ottenere visibilità, suonando nei club e esibendosi in famosi programmi televisivi tedeschi come Beat Club ed il Beat! Beat! Beat!.
The Lords, fondato a Düsseldorf nel 1959, precedette al British Invasion di diversi anni, adattando il loro suono e il loro aspetto alle influenze dei gruppi britannici e persino cantando in inglese, ma fornendo un tocco comico. Anche the Rattles di Amburgo, seppur con un approccio decisamente più serio, hanno avuto una lunga storia. C'erano numerose band attive anche in Spagna, come Los Bravos, che ottenne un successo mondiale con Black Is Black, come anche los Cheyenes ed altri.

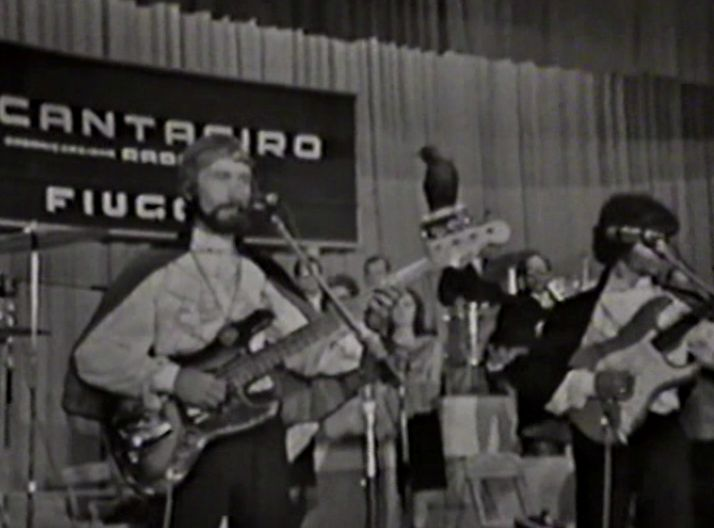
I Corvi al Cantagiro del 1966

Anche in Italia ci furono band orientate al beat che precedettero la British Invasion, come nel caso de Gli Scooters di Ovada, attivi già nel 1959 con il nome I 4 Assi, degli Equipe 84 di Modena, oppure ancora Gli Amici di Milano (poi conosciuti prima come The Ghenga's Friends e poi come i Giganti), entrambe fondate nel 1962, o ancora La Cricca, che già nel 1964 pubblicava Amico Va. Molte furono poi le band inglesi che passarono in italia, anche grazie al lavoro di club come il Piper di Roma, ed alcune band, che divennero poi fondamentali per la diffusione del genere, scesero dall'Inghilterra per stabilirsi definitivamente in Italia attuando quella che viene spesso chiamata Brit-It Invasion. Tra questi The Primitives e The Rokes. Da non dimenticare, nello sviluppo della musica beat in Italia, è poi il ruolo svolto dall'industria dello strumento musicale, con aziende come la EKO e la Farfisa, che in breve tempo portarono il prezzo degli strumenti musicali alla portata di tutti, facendo anche corsi in tutto il paese sull'utilizzo delle nuove chitarre elettriche, contribuendo così allo sviluppo delle "band da garage" che a meta anni 60 erano presumibilmente oltre 5000. Ma tra le band dall'attitudine più americana, rude e primitiva, vanno sicuramente ricordati I Corvi, che furono autori della cover di I Ain't No Miracle Worker dei The Brogues con il titolo Un ragazzo di strada del 1966, oppure ancora i Bit-Nik di Genova, in cui appare chiara l'ispirazione ripresa dalle band d'oltreoceano. Sono poi da ricordare Le Teste Dure, i Ranger Sound e gli Uragani, tutti inseriti nella compilazione Trans World Punk Rave-Up

#### America latina

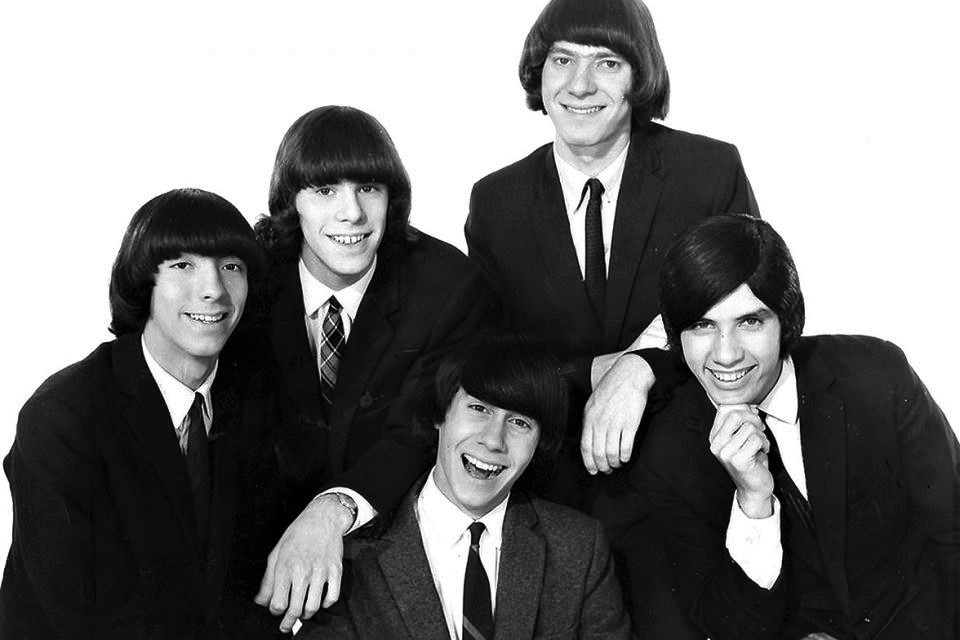
Los Mockers, dall'Uruguay nel 1965

L'America Latina è stata travolta dalla tendenza mondiale del beat e ha sviluppato molte scene nazionali. Il Messico ha elaborato il proprio equivalente al garage nordamericano. La vicinanza della nazione agli Stati Uniti era riscontrabile nel suono grezzo prodotto da un certo numero di gruppi mentre il paese abbracciava contemporaneamente la British Invasion. Uno dei gruppi più popolari del Messico fu Los Dug Dug, che registrò diversi album e rimase attivo fino agli anni '70
Il boom del beat fiorì in Uruguay durante la metà degli anni '60 in un periodo a volte chiamato "Uruguayan Invasion" per indicare l'esplosione delle band di questa nazione in Argentina. Due dei gruppi più noti erano i Los Shakers ed Los Mockers. In Perù, i los Saicos sono state una delle prime band a guadagnarsi una posizione nazionale. La loro canzone del 1965 ¡Demolición! con i testi umoristicamente anarchici fu un grande successo in Perù. Su di loro Phil Freeman ha osservato "Questi ragazzi erano una band punk rock, anche se nessuno al di fuori di Lima lo sapeva ancora". Los Yorks divennero uno dei punti di riferimento per il beat del Perù. La Colombia ospitò gruppi come Los Speakers da Bogotà. Los Gatos Salvajes, che proveniva da Rosario, in Argentina, era uno dei primi gruppi beat del paese, e due dei loro membri continuarono formando Los Gatos, una band popolare in Argentina alla fine degli anni '60.

#### Asia

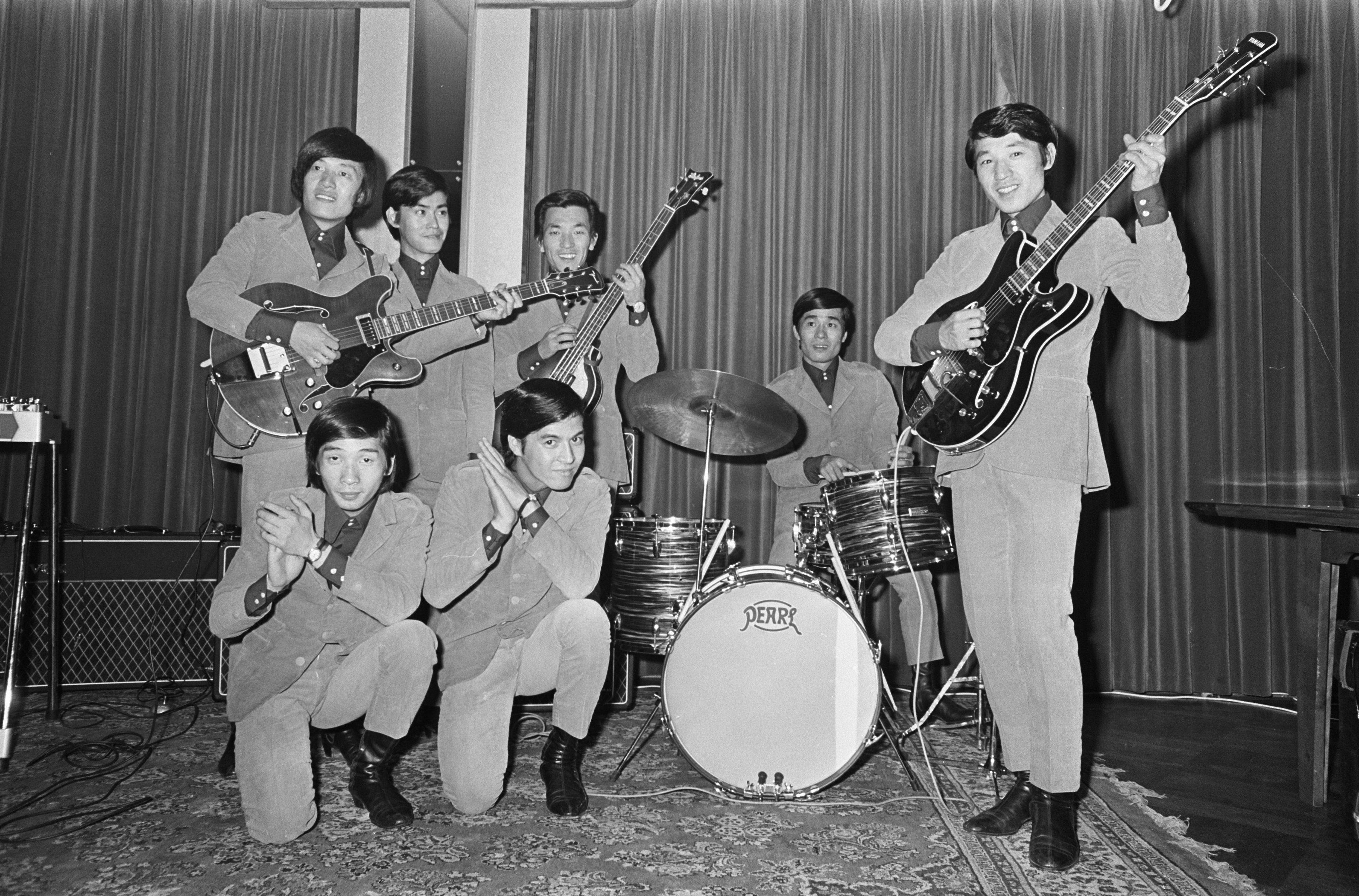
The Spiders nel 1966

L'estremo oriente non era immune dalla mania del beat, e il Giappone non fece eccezione, in particolare dopo la visita dei Beatles nel 1966, quando suonarono in cinque spettacoli all'arena del Budokan di Tokyo. Il famoso movimento beat/garage degli anni '60 in Giappone viene spesso definito Group Sounds (o GS). The Spiders furono una delle band più conosciute. Altre band degne di nota furono the Golden Cups e the Tigers.
Nonostante la carestia, le difficoltà economiche e l'instabilità politica, negli anni '60 l'India ha fu patria di numerosi gruppi garage, persistendo addirittura all'inizio del decennio successivo mantenendo lo stile musicale degli anni '60 intatto, dopo che, in altri luoghi era già caduto decaduto. Mumbai, con i suoi hotel, club e vita notturna, ebbe una scena musicale vivace. The Jets, attivi dal 1964 al 1966, furono forse il primo gruppo beat a diventare famosi nella nazione. Popolari a Mumbai erano anche the Trojans, con Biddu, originario di Bangalore, che in seguito si trasferì a Londra e divenne un solista. L'annuale Simla Beat Contest veniva indetto a Bombay dalla Imperial Tobacco Company. Gruppi di tutta l'India, come Fentones e Velvet Fogg, parteciparono a questo evento.

#### Australia e Nuova Zelanda

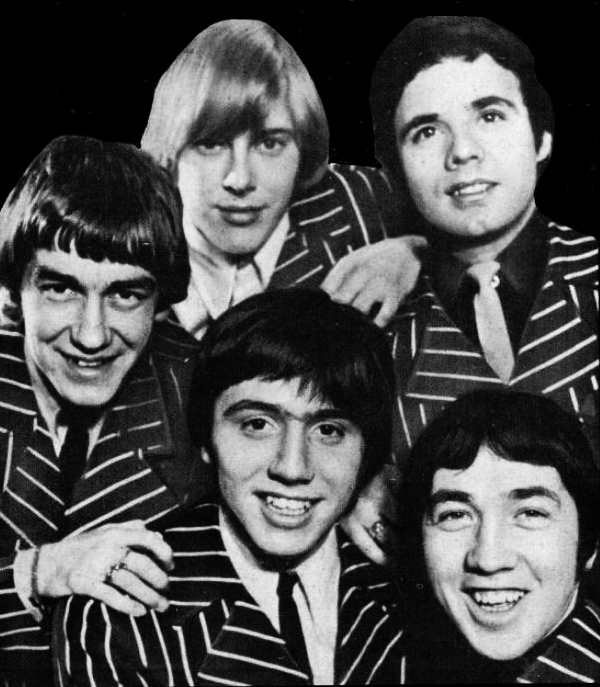
The Easybeats nel 1966

L'Australia e la New Zealand vissero l'esplosione del garage/beat nella metà degli anni '60. Prima del successo della British Invasion, la regione ha goduto di una considerevole scena di surf rock, con band famose come the Atlantics, che hanno avuto diversi successi strumentali, ma anche the Aztecs e the Sunsets. Nel tardo 1963 e all'inizio del 1964 l'influenza della British Invasion cominciò a sentirsi anche qua. Nel giugno del 1964 i Beatles fecero una tappa in Australia come parte del loro tour mondiale e furono accolti da una folla di circa 300.000 persone ad Adelaide. In risposta, molte precedenti band di surf australiane si sono adattate aggiungendo la voce alle chitarre e si formarono una serie di nuovi gruppi. La prima ondata di band di ispirazione britannica tendeva al suono pop-oriented del Merseybeat. Con l'aumento della popolarità di gruppi come i Rolling Stones e gli Animals, è emersa una seconda ondata di band australiane con un approccio più duro ed influenzato dal blues.
Sydney è stata la culla di numerosi gruppi. The Atlantics passarono al formato rock vocale e portarono il veterano cantante Johnny Rebb, ex Johnny Rebb and His Rebels. Come On era la loro canzone più famosa di quel periodo. The Easybeats, con la cantante Stevie Wright e il chitarrista George Young, il fratello maggiore di Angus Young e Malcolm Young più tardi degli AC/DC, è diventato il gruppo più popolare dell'Australia di metà degli anni '60. Uno dei gruppi più famosi di Sydney è stato the Missing Links, che nel 1965 cambiarono totalmente formazione prima di realizzare il loro primo singolo a marzo e le versioni successive nello stesso anno, con l'inno primitivo Wild About You ed il loro LP omonimo. Sempre nel 1966, the Throb ebbero un brano di successo in Australia con la versione di Fortune Teller, e più tardi quell'anno pubblicarono Black, una versione meditabonda di una ballata folk tradizionale nota per il suo uso espressionistico del feedback della chitarra. The Black Diamond con I Want, Need, Love You hanno caratterizzato un suono di chitarra intenso e difficile.
Da Brisbane c'erano the Pleazers e the Purple Hearts, e da Melbourne the Pink Finks, the Loved Ones, Steve and the Board e the Moods. Come the Missing Links di Sydney, The Creatures erano un altro famigerato gruppo del periodo, che Iain McIntyre ha osservato "Grazie ai loro capelli dai colori vivaci e all'atteggiamento cattivo, the Creatures hanno lasciato dietro di sé un'eredità di arresti multipli, nasi insanguinati e leggendari rave UPS". Il sound dei The Masters Apprentices fu invece in gran parte garage influenzato dal R&B e dal rock psichedelico, e la loro carriera si estese fino agli anni '70.
Dalla Nuova Zelanda, the Bluestars hanno inciso il provocatorio Social End Product, che con la sua strofa "I do not sign for the queen" mirava all'oppressione sociale e aveva anticipato alcuni dei sentimenti anti-monarchici dei Sex Pistols e di altri punk degli anni '70. I Chants R&B erano conosciuti per un suono influenzato da R&B. The La De Das registrò una versione How is the Air Up There? dei the Changin' Times', che arrivò al n. 4 nelle classifiche nazionali.

### Il garage rock e la confluenza nella psichedelia e nelle controculture

#### Premesse storico-culturali

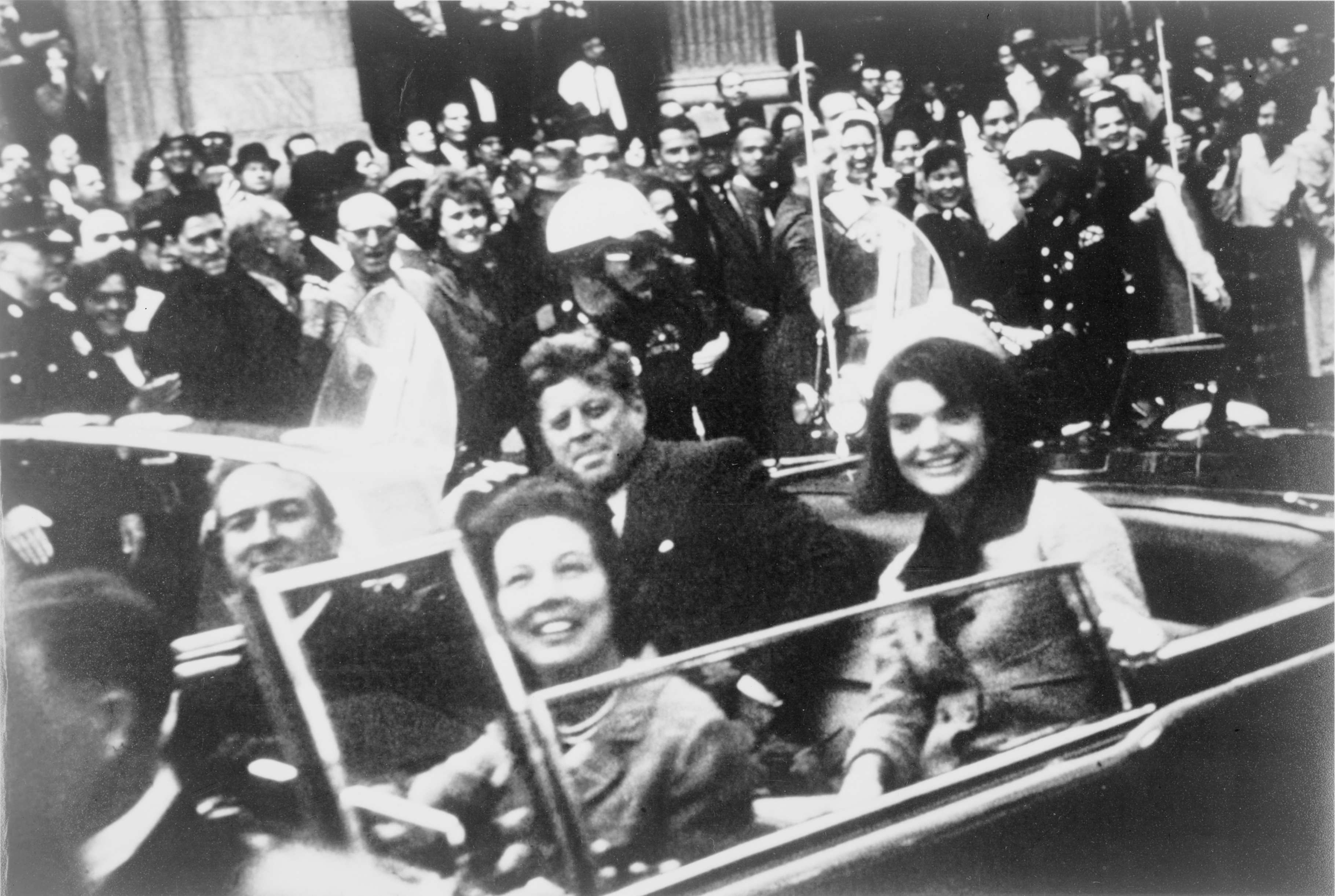
I Kennedy a Dallas prima dell'assassinio di John Fitzgerald Kennedy

Sempre più spesso dal 1966, in parte a causa della crescente influenza di droghe come la marijuana e l'LSD, le band iniziarono ad espandere il loro suono, a volte impiegando scale orientali ed effetti per ottenere paesaggi sonori esotici e ipnotici. Tale sviluppo è stato nondimeno il risultato di una più lunga evoluzione musicale che ha avuto origine dal folk rock e da altre forme, e anticipando anche in alcune registrazioni di surf rock. Andando avanti nel decennio, le influenze psichedeliche divennero sempre più pervasive nel garage rock, gettando così le basi per l'acid rock. Verso la metà degli anni '60 numerose garage band iniziarono a utilizzare dispositivi che alterano il tono, come le fuzzbox sulle chitarre, spesso allo scopo di aumentare un gusto sonico della musica e aggiungere un tocco aggressivo, non disdegnando strumenti amplificati a voce alta per creare una raffica di suoni metallici, spesso esprimendo rabbia, sfida e frustrazione sessuale. Un senso di sconforto e inquietudine entrò nella psiche dei giovani negli Stati Uniti e altrove, con un crescente aumento di tensione e alienazione che si insinuava nella mentalità collettiva, anche nelle comunità suburbane largamente conservatrici che producevano così tante garage band, riflettendo così un periodo storico di grande tensione, dominato da notiziari notturni che generavano inquietudine nella coscienza nelle masse. La musica di questa era, pur possedendo quello che alcuni hanno elogiato come un'"innocenza perduta", riportava alla luce una serie disparata di emozioni crude, riflettendo eventi tragici come l'assassinio del presidente Kennedy e l'escalation di truppe inviate in Vietnam.

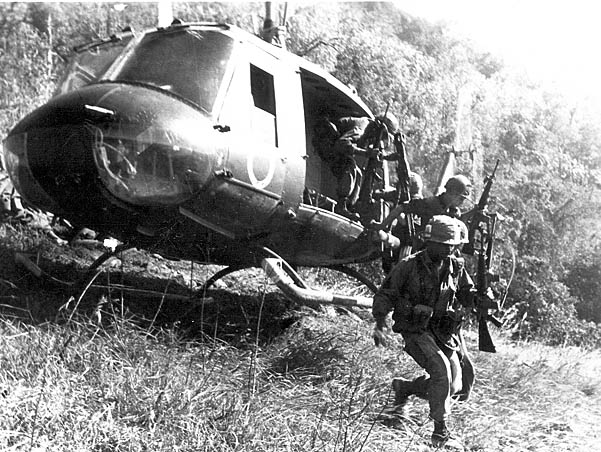
Soldati della 1ª divisione cavalleria aerea in azione durante la battaglia di Ia Drang del 1965

Nel 1965, l'influenza di artisti come Bob Dylan, che andò oltre la protesta politica sperimentando immagini liriche astratte e surreali, e poi passò alla chitarra elettrica, divennero sempre più pervasivi in tutto il panorama musicale, influenzando un certo numero di generi, incluso il garage rock. I membri delle garage band, come tanti musicisti degli anni '60, facevano parte di una generazione che era in gran parte nata nel paradigma e nei costumi di un tempo più antico, ma cresciuta confrontandosi con una nuova serie di problemi di un'età più avanzata e tecnologica. La prosperità del dopoguerra ha portato i vantaggi di una migliore istruzione, oltre a un maggiore tempo libero per la ricreazione, che, insieme alla nuova tecnologia, ha permesso a un numero crescente di giovani di ascoltare musica, ma con l'avvento della televisione, delle armi nucleari, dei diritti civili, della guerra fredda e dell'esplorazione spaziale, la nuova generazione aveva una mentalità più globale e cominciò a concepire un ordine superiore di relazioni umane, tentando di raggiungere una serie di ideali trascendenti, spesso espressi attraverso la musica rock. Anche se ambientato in uno scenario di eventi tragici che alla fine si sono rivelati disincantati, almeno per un periodo, nella mente di molti, le varie forme di sperimentazione personale e musicale promettevano un futuro nuovo e possibile. Mentre testavano le frontiere di ciò che il nuovo mondo aveva da offrire, i giovani degli anni '60 alla fine dovevano accettare i limiti della nuova realtà, ma spesso lo facevano mentre sperimentavano l'estasi di un momento in cui il regno delle possibilità era sconfinato ed alla portata di tutti.

#### La Psichedelia e l'acid rock di impostazione garage

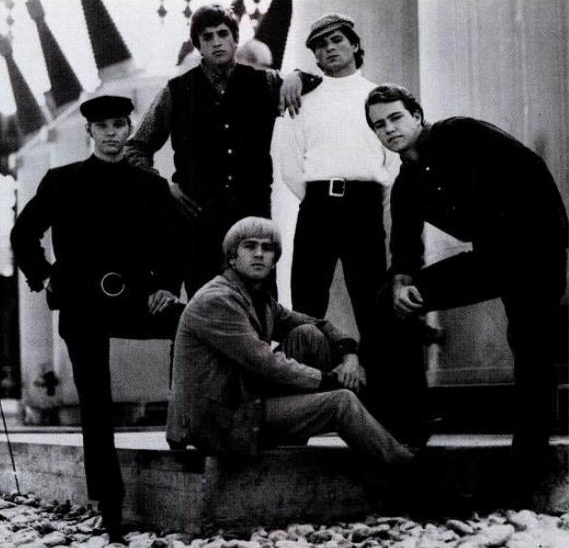
The Electric Prunes in 1966

Attingendo allo spirito zeitgeist psichedelico, i musicisti hanno, attraverso il suono sonico, abbattuto barriere e esplorato nuovi orizzonti. Le garage band, che generalmente non avevano i mezzi per produrre stravaganze musicali come Sgt. Pepper's Lonely Hearts Club Band o il virtuosismo strumentale di musicisti come Jimi Hendrix o Cream, riuscirono comunque ad inserire elementi esoterici nel rock primitivo e basilare. I 13th Floor Elevators di Austin, in Texas, sono spesso considerati la prima band ad usare il termine "psichedelico", quando nel 1966 lo inserirono nella loro presentazione promozionale, usandolo anche nel titolo del loro album di debutto pubblicato a novembre, The Psychedelic Sounds of the 13th Floor Elevators. Nell'agosto del 1966, the Deep viaggiarono da New York a Philadelphia per registrare una serie di canzoni allucinogene per l'album Psychedelic Moods: A Mind-Expanding Phenomena, uscì nell'ottobre del 1966, un mese prima dell'album d'esordio del 13 ° Floor Elevators, e le cui sessioni durate tutta la notte produssero un flusso di coscienza che espandeva la mente. Altre band degne di nota che hanno portato la psichedelia nel garage rock sono state the Electric Prunes, The Music Machine, the Blues Magoos e the Chocolate Watchband.

#### I gruppi di avanguardia primitivista

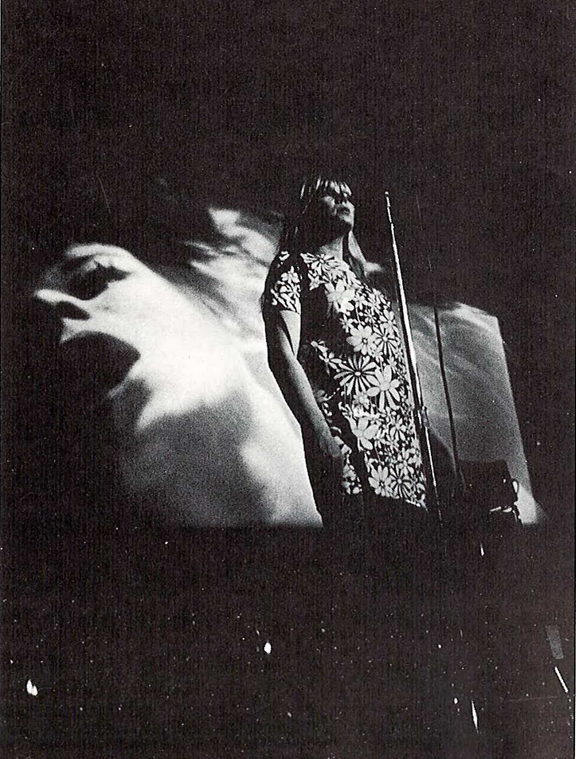
Nico all'Exploding Plastic Inevitable di Andy Warhol, assieme ai the Velvet Underground, nel 1967 circa

Alcune band trasmettevano una visione del mondo molto lontana dall'innocenza implicita in molto rock psichedelico e garage in stile suburbano, spesso infondendo il loro lavoro con messaggi politici o filosofici sovversivi, dilettarsi in forme e concetti musicali considerati all'epoca estremi. Questi artisti condividevano alcune caratteristiche con le band del garage nell'uso di strumentazione e arrangiamenti primitivi, mentre mostravano l'affinità col rock psichedelico per l'esplorazione - creando forme di rock primitivista più urbanizzato, intellettuale e d'avanguardia, a volte menzionate in relazione a garage rock. New York City era la casa di molti di questi gruppi. The Fugs, formatisi nel 1964, furono una delle prime band sperimentali del rock e i suoi membri principali furono il cantante, poeta e attivista sociale Ed Sanders, insieme a Tuli Kupferberg e Ken Weaver. Furono conosciuti per una miscela satirica di garage rock legato al commento politico di sinistra, impazzito, folk, dilettantesco e psichedelico. Ed Sanders fu il primo musicista conosciuto a descrivere la sua musica come "punk rock" in un'intervista del 1970. The Velvet Underground, che vedeva Lou Reed nelle sue file, sono generalmente considerati il primo gruppo rock sperimentale del periodo. Andy Warhol fu tra i promotori del loro primo album, arruolandoli nella sua Factory come frangia musicale, e spingendo la loro collaborazione con la modella-cantante Nico, che li accompagnò nell'album The Velvet Underground & Nico. I testi dell'album, sebbene generalmente a-politici, ritraggono il mondo delle droghe pesanti in canzoni come I'm Waiting for the Man e Heroin, ed altri argomenti considerati tabù in quel momento.
In Italia un caso simile fu quello di le Stelle di Mario Schifano, che vedeva ex musicisti dei gruppi beat italiani New Dada e Wretched, in un sodalizio con l'artista visivo Mario Schifano, oppure ancora i Chetro & Co., sostenuti da Pier Paolo Pasolini.
Fuori da New York c'erano poi the Monks dalla Germania, i cui membri erano ex militari statunitensi che ivi si erano stabiliti, sviluppando già dal 1965 un suono sperimentale con il loro album Black Monk Time. La band, che avvolte indossava tuniche e si rasava i capelli nello stile francescano, si specializzò in uno stile caratterizzato da canti e percussioni ipnotiche.

### Il declino del garage rock
Anche al culmine della popolarità del garage rock a metà degli anni '60, il successo della maggior parte dei suoi dischi, nonostante alcune eccezioni degne di nota, è stato decretato dai mercati locali e regionali. Il garage rock cominciò a svanire sulla scia della psichedelia, quando la musica rock divenne sempre più sofisticata. Dopo l'uscita di Sgt. Pepper's Lonely Hearts Club Band e altre grandi produzioni della fine degli anni '60, gli album rock divennero sempre più elaborati e l'attesa del pubblico era che mostrassero maturità e complessità, mentre, il singolo da 45 giri (7 pollici) smise di essere il mezzo privilegiato e cedette il passo all'album long playing.
Le stazioni radiofoniche FM tipiche del progressive rock che diffondevano gli album alla fine superarono la popolarità della radio AM regionali, e quando le grandi case discografiche diventarono più potenti e meno disposte a firmare nuove band, abbandonando le etichette indipendenti della metà degli anni '60 e mettendo in crisi tutto il piccolo mercato discografico. Le playlist radiofoniche divennero più irregimentate e i disc jockey iniziarono ad avere meno libertà, rendendo sempre più difficile per le band locali e regionali ricevere la diffusione radiofonica. I club per adolescenti e le sale da ballo che precedentemente davano ingaggi affidabili e costanti ai giovani gruppi iniziarono a chiudere, ed il suono del garage scomparve sia a livello nazionale che locale, mentre i membri della band si erano ormai diplomati ed andavano, chi al college, chi al lavoro o nell'esercito. I musicisti dei gruppi spesso hanno affrontato la prospettiva della leva militare per la guerra del Vietnam, e alcuni sono stati selezionati per il servizio ed in alcuni casi dovettero effettivamente partire per il fronte. Con i tumultuosi eventi politici del 1968, il clima teso del paese raggiunse un punto di rottura, mentre l'uso crescente di droghe e altri fattori si mescolava con il mutare dei gusti musicali. Nuovi stili evolsero dal garage rock o lo sostituirono, come acid rock, progressive rock, heavy metal, country rock e Bubblegum pop e nel 1969 il fenomeno del garage rock era stato in gran parte superato.

## Sviluppi successivi

### 1969-1974: Il Proto-punk fondato sul garage rock

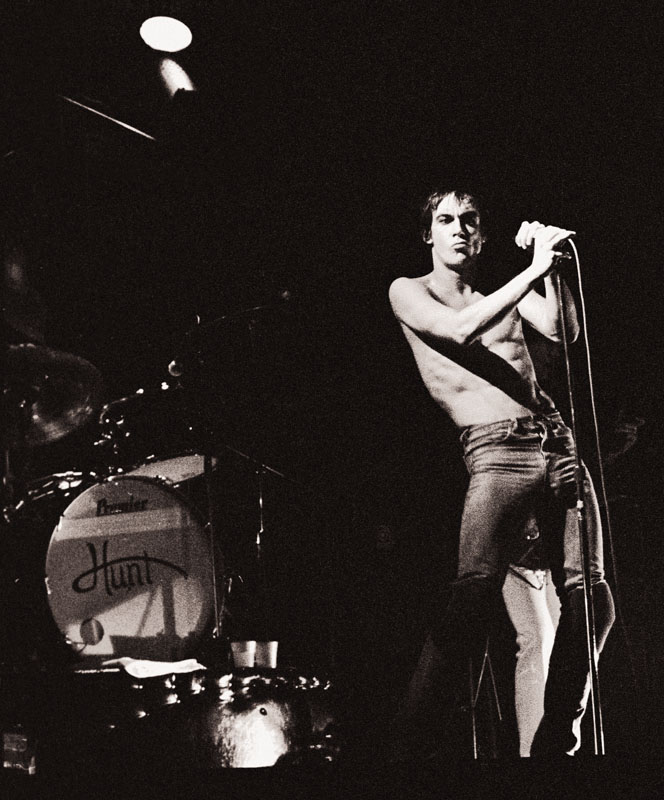
Iggy Pop degli the Stooges, considerati una delle principali realtà proto-punk

Il boom del garage svanì alla fine degli anni '60, ma una manciata di band anticonformiste portò nuovo slancio nel decennio successivo, cogliendo i lati più ruvidi dello stile, ma brandendoli con maggiore volume e aggressività. Queste realtà, spesso definite retroattivamente "proto-punk", si sono realizzate in una varietà di generi rock e di luoghi disparati, in particolare dal Michigan. Queste band si sono specializzate in uno stile più energico e duro, ma più primitivo della maggior parte dei sofisticati suoni hard rock tipici del tempo, che spesso si basavano su registrazioni strumentali e jam prolungate.
Tra la fine degli anni '60 e l'inizio degli anni '70, diverse bande del Michigan affondarono le loro radici nel garage rock, registrando lavori che sono diventati molto influenti, in particolare con il movimento punk degli anni '70. Nel 1969 gli MC5 pubblicarono il loro album di debutto dal vivo, Kick Out the Jams, che presentava una serie di canzoni energiche e gravide di posizioni politiche. The Stooges, di Ann Arbor, vedevano alla voce Iggy Pop. Descrivendo il loro approccio, Stephen Thomas Erlewine ha commentato: "Prendendo spunto dall'amplificazione eccessiva del blues britannico, dalla scia primordiale del garage rock americano, e dal rock psichedelico (così come l'esaltazione del pubblico) dei the Doors, gli Stooges erano grezzi, immediati e volgari". Il gruppo pubblicò tre album in questo periodo, iniziando con l'omonimo nel 1969, e culminando con Raw Power (ora pubblicizzato come "Iggy e gli Stooges") nel 1973, che fu caratterizzato da un'incisione in stile catartico come "Search and Destroy". La band di Alice Cooper si trasferì a Detroit, dove iniziarono a ottenere il successo con una nuova immagine "shock rock", e registrò Love It to Death del 1971, con la loro hit I'm Eighteen.

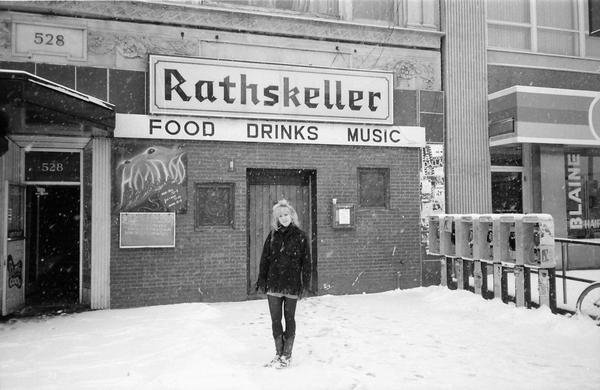
Il Rathskeller di Boston

Due band che si sono formate nei primi anni '70 nei giorni calanti della scena di Detroit sono stati The Punks ed i Death. The Punks ebbero un suono a volte sporco che il giornalista rock Lester Bangs ha descritto come "intenso" e la loro canzone My Time's Comin è stata presentata in un episodio del 2016 della serie televisiva Vinyl della HBO. Nel 1974, i Death dei dai fratelli David, Bobby e Dannis Hackney, registrarono tracce per un album rimasto inedito per oltre 30 anni, ...For the Whole World to See che, assieme ad altre tracce perdute e ritrovate successivamente, alla fine si guadagnarono una reputazione come pionieri del punk rock.
A Boston, the Modern Lovers, guidati dal devoto dei Velvet Underground Jonathan Richman, hanno attirato l'attenzione con il loro stile minimalista. Nel 1974, una scena di garage rock aggiornata iniziò a fondersi attorno al club The Rathskeller in Kenmore Square. The Real Kids sono stati fondati dall'ex Modern Lover John Felice. Tra il 1969 e il 1974, ci furono anche altri movimenti più lontani dalla tradizione del garage rock americano, come glam rock ed il pub rock in Gran Bretagna, così come krautrock in Germania, che tuttavia mostrava segni distintivi del proto-punk e aveva un'influenza sul punk degli anni '70.

### Anni '70: L'emergere del movimento punk

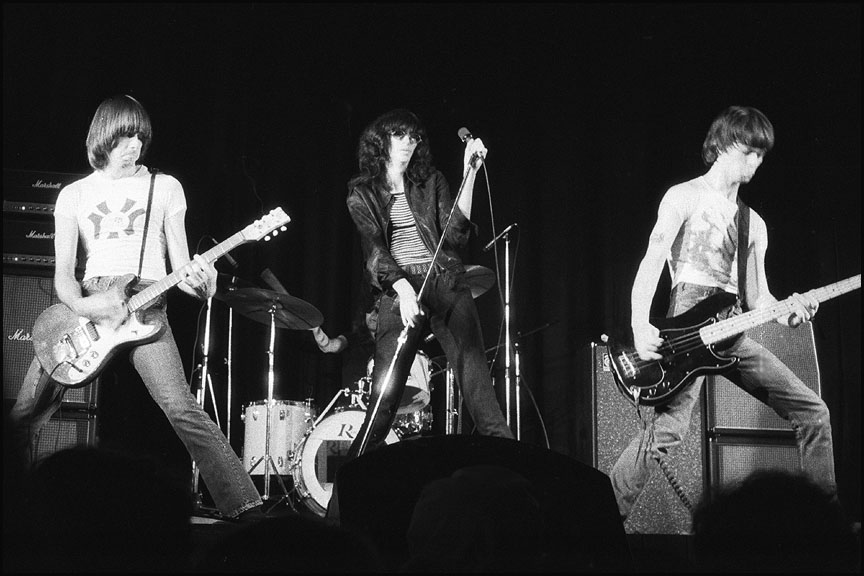
I Ramones fotografati nel 1977

L'identificazione del garage rock da parte di alcuni critici nei primi anni '70 (e il loro uso del termine "punk rock" per descriverlo), così come la compilation dei Nuggets del 1972 esercitò un marcato grado di influenza sul successivo movimento punk della seconda metà anni '70. Come risultato della popolarità dei Nuggets e dell'esposizione critica prestata al rock dal suono primitivo del passato e del presente, cominciò ad emergere intorno al termine "punk" un'estetica musicale autocosciente, che, con l'eventuale arrivo delle scene punk di New York e Londra, è diventato una vera e propria sottocultura, con il suo look, l'iconografia, l'identità e i valori.
Tra la metà e la fine degli anni '70 comparirono le band più spesso viste come la quintessenza del punk rock. Una delle più importanti furono i Ramones di New York, i cui membri avevano già suonato in gruppi garage degli anni '60, e che di solito sono considerati la prima band punk, se non altro per la consapevolezza nell'uso del termine. A seguire, i Sex Pistols di Londra, che avevano una posa molto più provocatoria, annunciando finalmente l'avvento del punk e fornendone un modello nell'immaginario collettivo del pubblico medio. Entrambe le band guidarono il movimento popolare del punk dalle loro rispettive posizioni. Sebbene garage rock e protopunk influenzarono molte delle band delle scene di New York e Londra di questo periodo, il punk rock è emerse come un nuovo movimento a sé stante, distinto da qualsiasi connotazione precedente e l'era delle garage band degli anni '60 venne considerata un lontano precursore.

### 1980-2015: Tra revival e movimenti di ibridazione

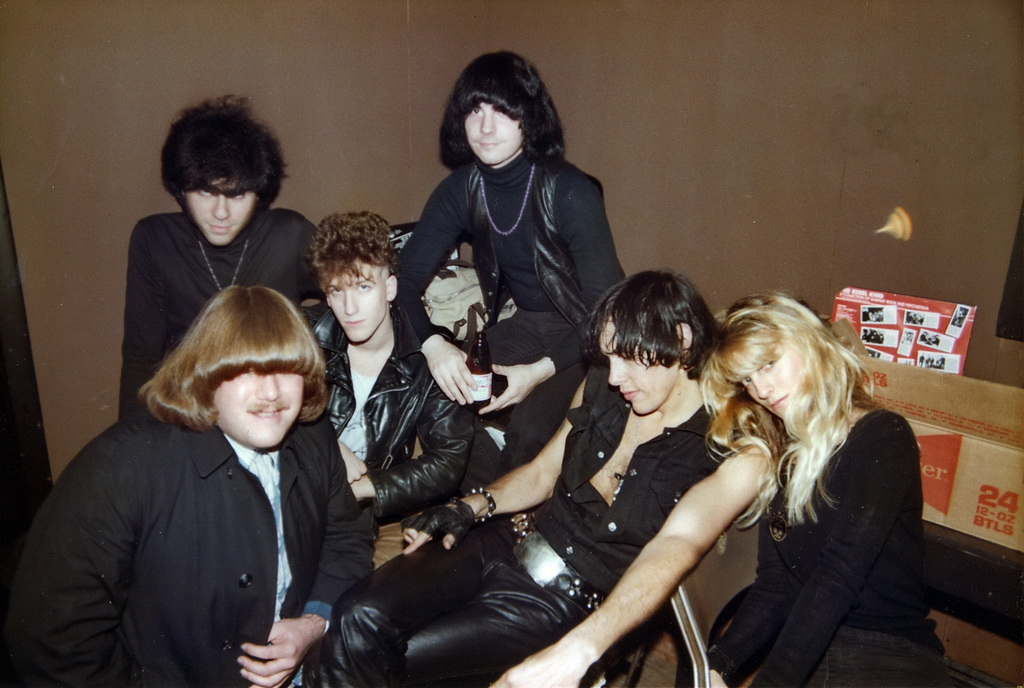
I Fuzztones nel backstage dell Irving Plaza nel 1984

Il genere ha vissuto diverse fasi di revival negli anni successivi e ha influenzato numerose band successive che preferiscono un approccio musicale "back to basics" e "fai da te".

#### Progetti revival retrò tra '70 ed '80
Fin dal 1972, the Droogs di Los Angeles tentarono di riportare in auge il garage punk, anticipando molte delle band che lo fecero negli anni '80. Nei primi anni '80 sorsero numerose scene di revival legate ai movimenti della musica underground a Los Angeles, a New York, a Boston e altrove, con gruppi come i Chesterfield Kings, Fuzztones, Pandoras e Lyres che tentarono di riprodurre il suono oltre che l'aspetto delle bande garage rock degli anni '60. Anche in Europa si ebbero esempi simili con band come gli svedesi Stomachmouths, Creeps, Wylde Mammoths e Nomads,o gli italiani Running Stream The Sick Rose, Four By Art, Gli Avvoltoi o i Barbieri.

#### Altri movimenti

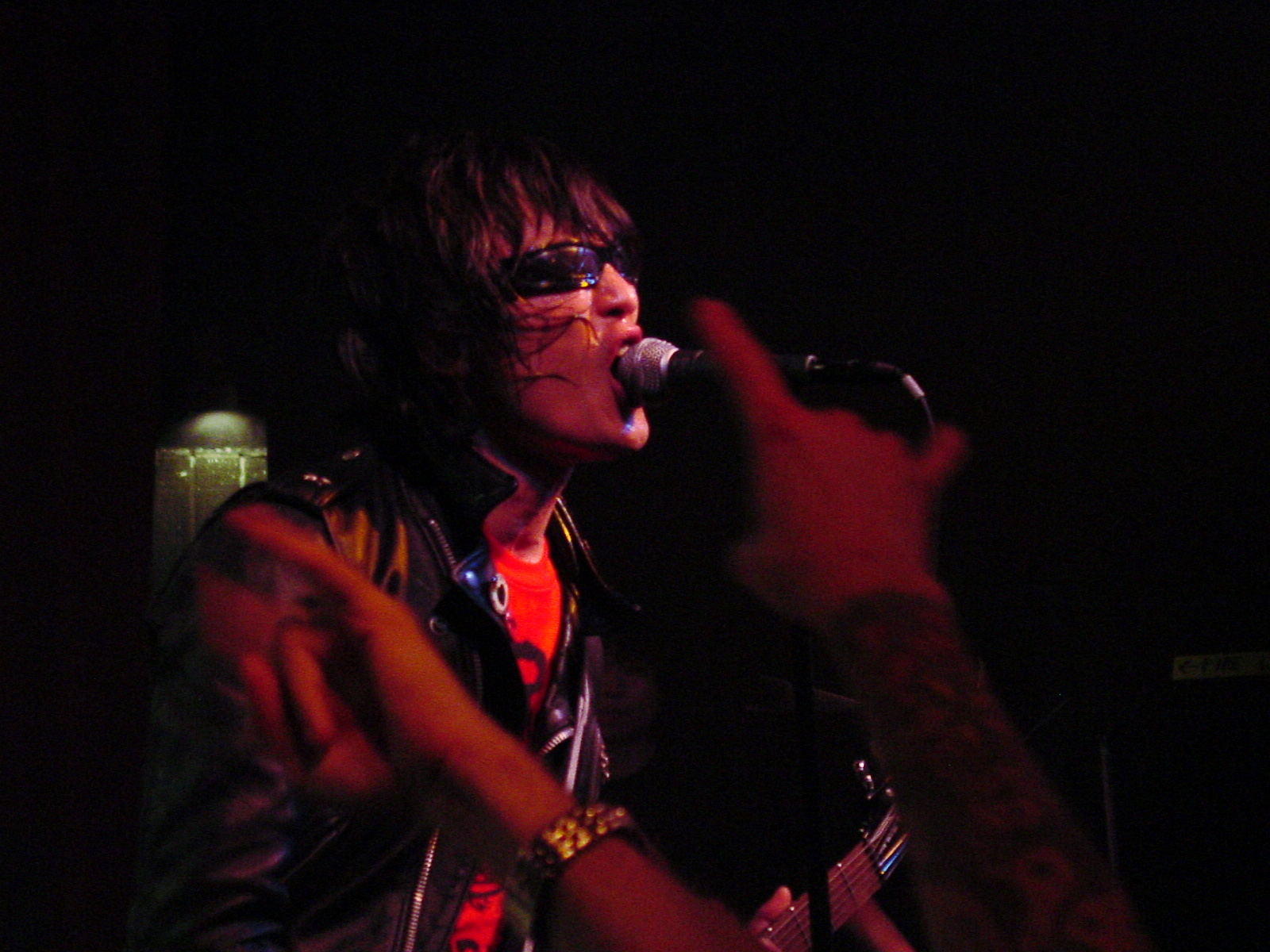
I Guitar Wolf nel 2005

Successivamente a questa ondata, venne impiegato tardi anni '80 il termine garage punk per indicare un nuovo genere musicale di ibridazione per far riferimento a band che non cercavano di replicare l'aspetto e il suono dei gruppi degli anni '60 e con un sound che fondeva garage rock con elementi protopunk dell'epoca degli Stooges, con il punk rock degli anni '70 e altre influenze. Esempi di questa evoluzione si hanno con i gruppi Gories, thee Mighty Caesars, Mummies e thee Headcoats. In Giappone ci furono i Guitar Wolf di Nagasaki e the 5.6.7.8's di Tokyo mentre in Italia vi furono band come i Not Moving, i Polvere di Pinguino, i Boohoos, i Steeplejack, i No Fuzz e i Loose. Il garage punk ed il revival continuarono anche negli anni '90 e nel nuovo millennio, con etichette discografiche indipendenti che pubblicavano dischi di band che suonavano musica lo-fi dal ritmo incalzante. Alcune delle etichette indipendenti più prolifiche sono la Estrus, la Get Hip, la Bomp!, e la Sympathy for the Record Industry.

#### Il garage rock revival degli anni 2000

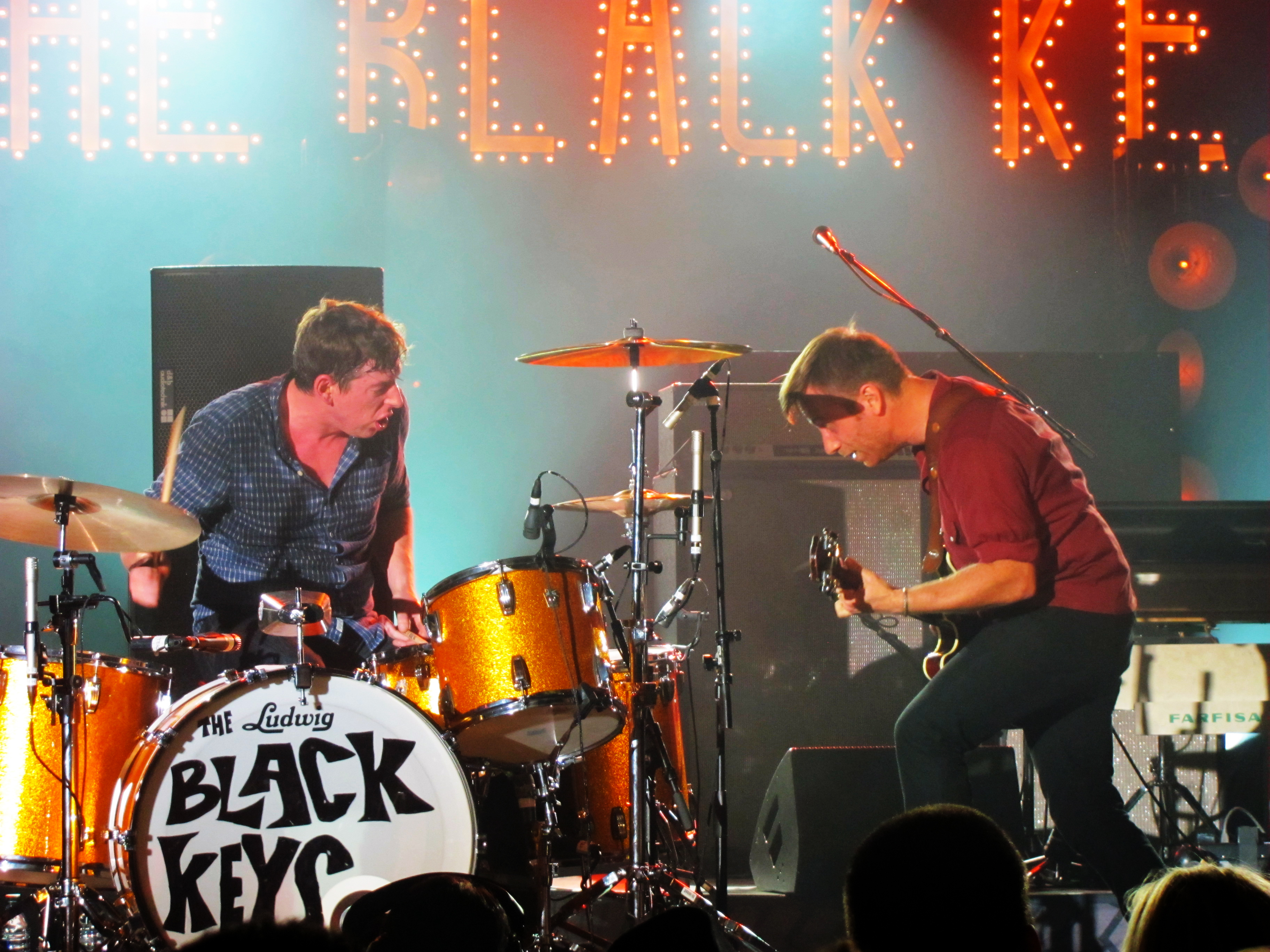
The Black Keys dal vivo nel 2011

Nei primi anni 2000, un garage rock o revival post-punk si guadagnò la diffusione radiofonica ed il successo commerciale che era sfuggito alle rock band del garage del passato. Il fenomeno fu guidato principalmente da 4 gruppi: the Strokes di New York City, the Hives di Fagersta in Svezia, the Vines di Sydney, e the White Stripes di Detroit. Altre produzioni della scena rock di Detroit includevano the Von Bondies, Electric Six, the Dirtbombs, the Detroit Cobras e Rock 455. Altrove, band come Billy Childish e the Buff Medways di Chatham, in Inghilterra, the (International) Noise Conspiracy di Umeå in Svezia e Jay Reatard e gli Oblivians di Memphis, godevano di un moderato successo ed appeal sotterraneo. Una seconda ondata di band che hanno ottenuto riconoscimenti internazionali come risultato di questo movimento come gli statunitensi the Black Keys, Black Rebel Motorcycle Club, Death from Above 1979, gli Yeah Yeah Yeahs, the Killers, Cage the Elephant e Kings of Leon, gli inglesi the Libertines, Arctic Monkeys, Bloc Party, Editors e Franz Ferdinand, gli australiani Jet ed i neozelandesi the Datsuns e the D4.
La metà degli anni 2000 ha visto diversi gruppi underground raggiungere il mercato mainstream. Band come Ty Segall, Thee Oh Sees, Black Lips e Jay Reatard, che inizialmente pubblicarono dischi su etichette punk più piccole come In the Red Records, iniziarono a firmare per etichette indipendenti più grandi e conosciute come la Rough Trade e la Drag City.

## Le compilation
Secondo Peter Aaron, ci sono oltre un migliaio di compilation di garage rock con opere di vari artisti degli anni '60. La prima grande compilazione di garage rock, Nuggets: Original Artyfacts from the First Psychedelic Era, 1965-1968, è stata pubblicata dalla Elektra Records nel 1972 e curata da Lenny Kaye. Ma Nuggets è anche cresciuto per una serie pubblicazioni della Rhino Records degli anni '80, divisa in quindici volumi composti da brani dell'album originale più delle tracce aggiuntive. Nel 1998, sempre la Rhino pubblicò una ristampa di Nuggets in quattro cofanetti, contenente l'album originale e tre dischi aggiuntivi con molti brani in più, comprensivo anche di ampie note di copertina scritte da alcuni dei protagonisti più influenti del garage rock.
La serie Pebbles fu curata inizialmente da Greg Shaw e originariamente apparve sulla sua etichetta Bomp! nel 1978 e vide ristampe successive versioni LP e CD. Back from the Grave è una serie pubblicata dalla Crypt Records che si concentra su esempi hard-driving e primitivi. Uptight Tonight: The Ultimate 1960s Garage Punk Primer della Big Beat Records presenta materiale ancor più duro. Ci sono poi diverse antologie degne di nota, dedicate esclusivamente a gruppi garage femminili degli anni '60. Girls in the Garage è stata la prima serie di questo tipo, mentre la Ace Records ha pubblicato le più recenti compilation Girls with Guitars.
Ci sono poi numerose collection con musica garage/beat non pubblicate in Nord America. Nuggets II: Original Artyfacts from the British Empire and Beyond, 1964–1969, sempre della Rhino, include tracce del Regno Unito e di altri paesi del Commonwealth britannico, risultando così di particolare interesse per i fan di freakbeat. Ugly Things è stata la prima serie di compilazioni a mettere in risalto le band garage australiane degli anni '60. Anche Down Under Nuggets: Original Australian Artyfacts 1965-1967 tratta di band australiane. La serie Trans World Punk Rave-Up si concentra su garage e musica Nederbeat dell'Europa continentale.
Los Nuggetz Volume Uno è dedicato principalmente ai gruppi latinoamericani ed è disponibile sia in edizione CD singolo, che in un cofanetto di 4 CD. GS I Love You: Japanese Garage Bands of the 1960s e la sua controparte GS I Love You Too: Japanese Garage Bands of the 1960s sono invece le due compilazioni da citare per il garage rock del Giappone. La compilation Simla Beat 70/71 è composta da registrazioni di garage rock provenienti dall'India che hanno gareggiato nelle competizioni Simla Beat del 1970 e del 1971. Sebbene le tracce di questa compilazione siano state registrate alla fine degli anni '70, la maggior parte di esse ha una sorprendente somiglianza con la musica fatta in Occidente molti anni prima.